# Princetonská univerzita
Princetonská univerzita (Princeton University) je jedna z nejprestižnějších univerzit v USA. Je to soukromá univerzita sídlící ve městě Princeton, New Jersey. Je také jedním z osmi členů Ivy League.

## Historie
Byla založena roku 1746 v Elizabeth, New Jersey, původně pod názvem College of New Jersey. Roku 1756 se přesunula do Princetonu a roku 1896 se přejmenovala na Princeton University. Princeton byla čtvrtá instituce pro vyšší vzdělávání ve Spojených státech a sama univerzita tvrdí, že byla „čtvrtou vysokou školou založenou v britské Severní Americe.“
Princeton se tradičně zaměřuje na program bakalářského studia a akademická studia, nicméně v posledních desetiletích zvýšil svůj zájem o postbakalářské studium a nabízí velké množství vysoce hodnocených profesionálních magisterských úrovní a Ph.D. programů. Princeton University Library čítá přes šest milionů knih. Oblasti výzkumu mimo jiné zahrnují antropologii, geofyziku, entomologii a robotiku, zatímco Forrestal Campus má speciální zařízení pro studium fyziky plazmatu a meteorologie.
Princeton neměl nikdy žádné oficiální náboženské svazky, což bylo vzácné mezi americkými univerzitami té doby. Jednoho času měl úzký vztah s Presbyteriánskou církví, ale dnes je nesektářský a nedává na své studenty žádné náboženské požadavky. Univerzita má vazby k Institute for Advanced Study, Princeton Theological Seminary a Westminster Choir College z Rider University.

## O Princetonu

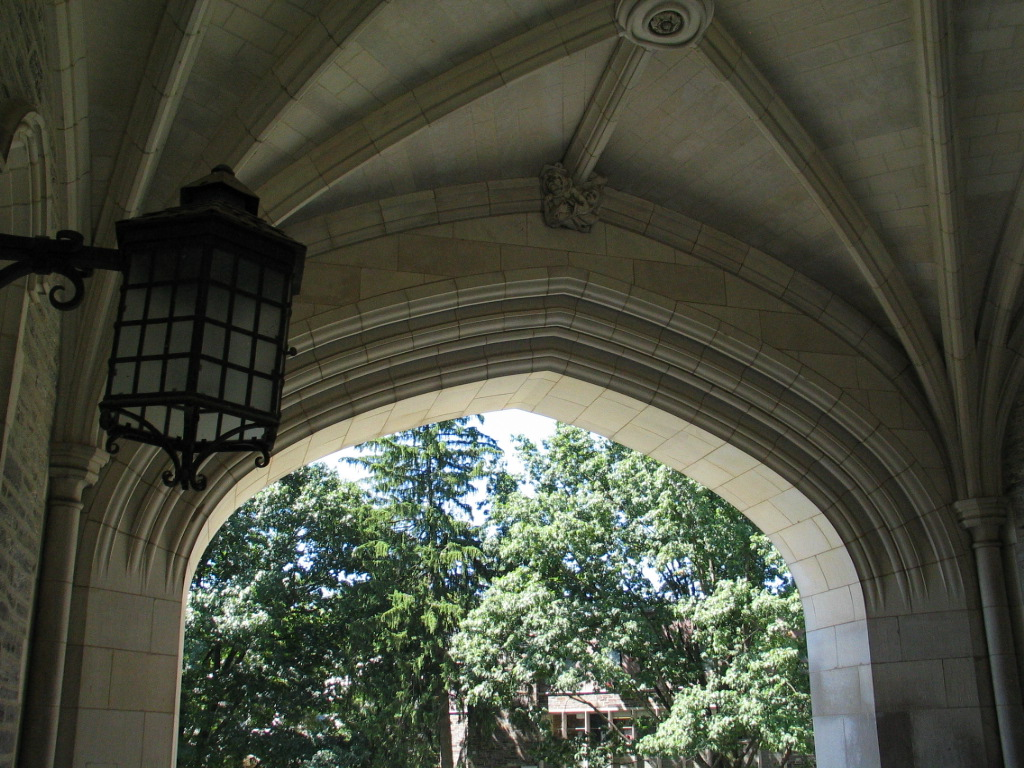
Mnoho budov areálu univerzity má neogotické klenuté chodby (archway) a lucerny. Na tomto obrázku je Blair Arch, největší a nejznámější archway areálu.

Princeton nabízí dva hlavní bakalářské programy: Bachelor of Arts (A.B., bakalář umění) a Bachelor of Science in engineering (B.S.E., inženýr). Humanitní kurzy jsou tradičně semináře i polo týdenní přednášky s dodatečným diskusním seminářem, zvaným „precept“ (zkratka za preceptorial). Všichni kandidáti A.B. musí dokončit diplomovou práci a jeden nebo dva příklady nezávislého výzkumu, známé jako „junior papers“ nebo „J.P.s.“ Musí také splnit požadavek na dvousemestrové studium cizího jazyka a klasifikační požadavek na splnění celkem 31 seminářů. Kandidáti B.S.E. studují na paralelní koleji s důrazem na rigorózní vědu, studium matematiky a informatiky a minimálně dva semestry nezávislého studia s volitelnou diplomovou prací. Všichni studenti B.S.E. musí splnit minimálně 36 seminářů. Kandidáti A.B. mají běžně více svobody ve výběru kurzů, kvůli nižšímu vyžadovanému počtu seminářů, nicméně všichni si užívají poměrně vysoké úrovně svobody ve vytváření vlastnoručně strukturovaného studia.

## Významná místa

### Nassau Hall

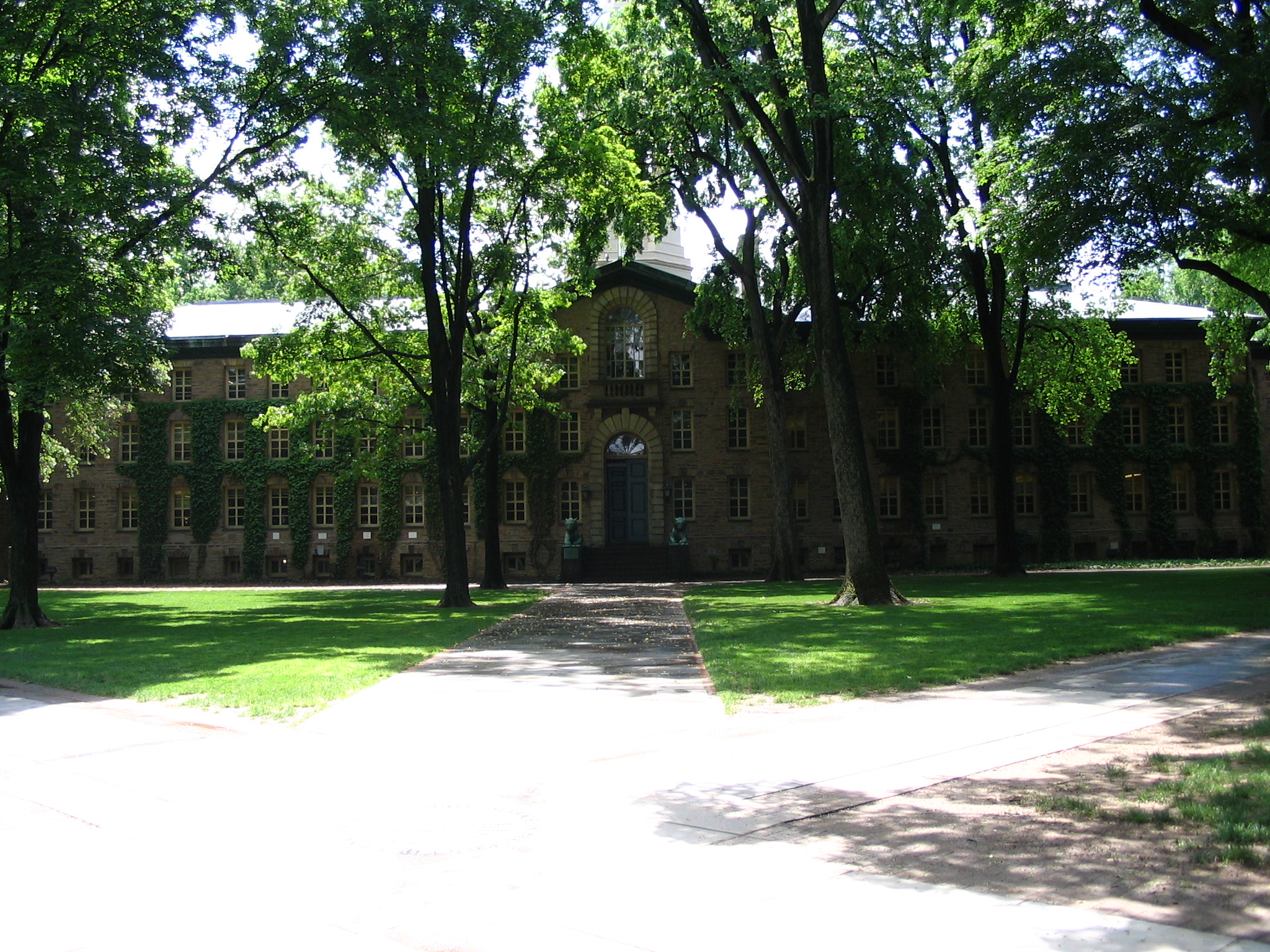
Nassau Hall

Nassau Hall je hlavní administrační budova univerzity.

### McCarter Theatre

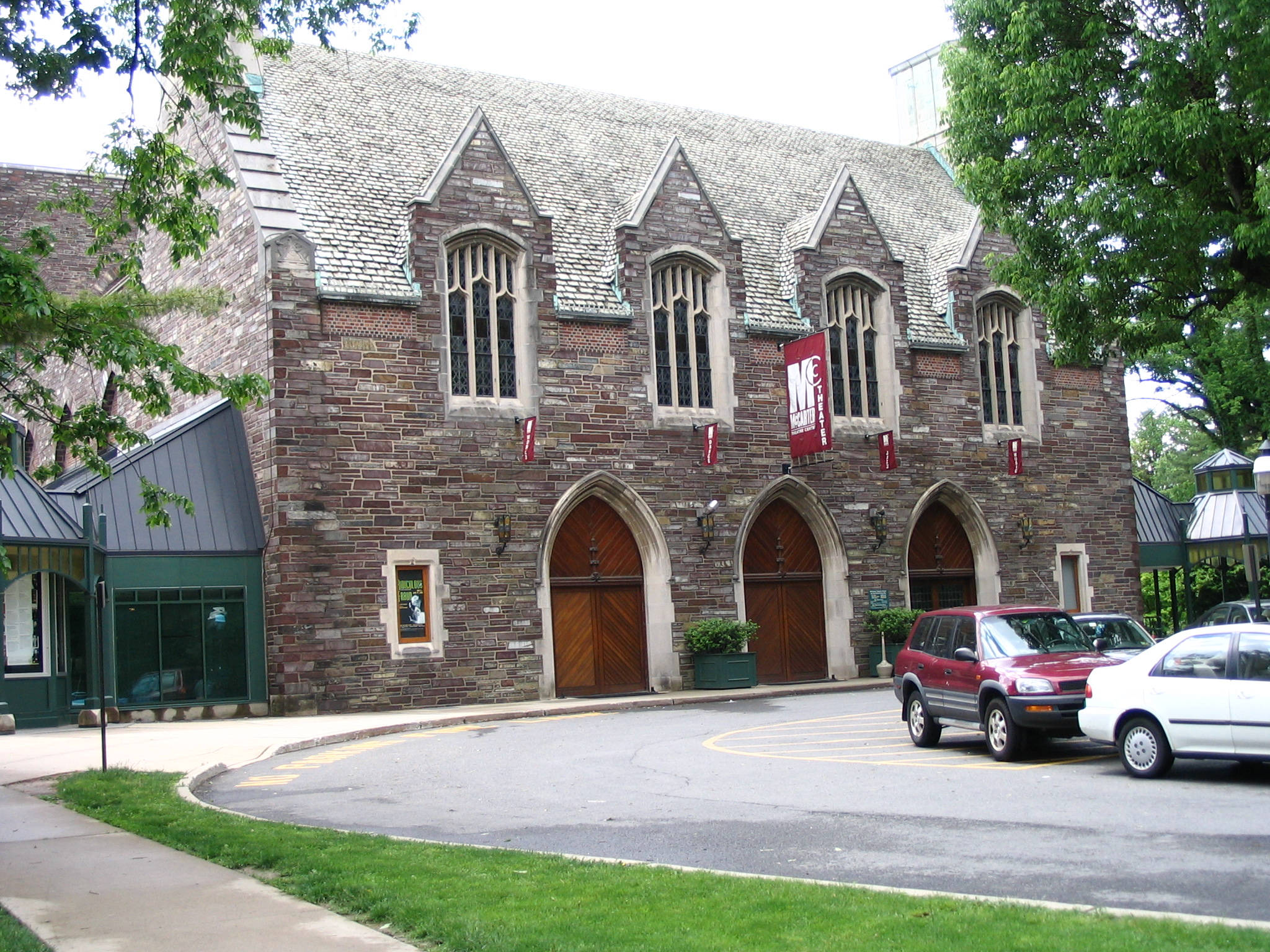
McCarter Theater

McCarterovo divadlo (McCarter Theatre) bylo postaveno společností Princeton Triangle Club za klubové příspěvky a dary od absolventa Princetonské univerzity Thomase McCartera. Dnes je Triangle Club oficiální studentská skupina pod dohledem univerzity a předvádí svůj každoroční podzimní muzikál. Světová premiéra produkce Univerzity – necenzurovaná verze Borise Godunova od Alexandra Sergejeviče Puškina – byla zahraná také v Roger S. Berlind Theatre (společně provozovaná McCarterovým divadlem a Princetonskou univerzitou), 12. dubna 2007, což ilustruje pokračující partnerství mezi Princetonem a McCarterem. McCarter je také uznáván jako jedno z předních regionálních divadel v USA.

## Významní absolventi a vyučující
- James Adamson – astronaut
- John Bardeen – jediný nositel dvou Nobelových cen za fyziku (1956 a 1972)
- Gary Stanley Becker – nositel Nobelovy ceny za ekonomii 1992
- Ben Bernanke – americký ekonom a v současnosti předseda výboru guvernérů Federálního rezervního systému USA
- Hiram Bingham – americký cestovatel a politik
- Salomon Bochner – americký matematik původem z Rakouska-Uherska
- John C. Breckinridge – 14. viceprezident USA
- Michael E. Brown – objevitel transneptunických těles
- Emil Brunner – švýcarský evangelický teolog
- Anthony Burgess – americký spisovatel
- Aaron Burr – 3. viceprezident USA
- Dean Cain – americký herec
- Eugenio Calabi – italský matematik
- Gerald Carr – astronaut
- Cchuej Čchi – nositel Nobelovy ceny za fyziku 1998
- Jiří Frel – klasický archeolog a historik umění, získal profesuru ihned po své emigraci 1969–1970
- Arthur Holly Compton – nositel Nobelovy ceny za fyziku 1927
- Karl Taylor Compton – americkým fyzikem a prezident MIT v letech 1930–1948
- Charles Conrad – astronaut
- John Horton Conway – britský matematik
- George M. Dallas – 11. viceprezident USA
- Donald Davidson – americký filozof
- Clinton Joseph Davisson – nositel Nobelovy ceny za fyziku 1937
- David Duchovny – americký herec
- Abba Eban – izraelský diplomat a politik
- Richard Feynman – nositel Nobelovy ceny za fyziku 1965
- Francis Scott Fitzgerald – americký spisovatel
- Mirjam Fried - lingvistka, děkanka Filozofické fakulty Karlovy Univerzity
- Johan Galtung – norský fyzik
- Robert Garrett – americký atlet
- David Jonathan Gross – nositel Nobelovy ceny za fyziku 2004
- Richard Halliburton – americký cestovatel, dobrodruh a spisovatel
- James Heckman – nositel Nobelovy ceny za ekonomii 2000
- Robert Hofstadter – nositel Nobelovy ceny za fyziku 1961
- John Hopcroft – americký počítačový teoretický vědec
- Alonzo Church – americký matematik, logik a filozof
- Tamon Jamaguči – admirál japonského císařského námořnictva
- Daniel Kahneman – nositel Nobelovy ceny za ekonomii 2002
- George Frost Kennan – americký diplomat, historik, politický poradce a analytik specializující se na dějiny a politiku Sovětského svazu
- Jerzy Kosiński – anglicky píšící spisovatel židovského původu
- Brian Kernighan – americký programátor
- Paul Krugman – nositel Nobelovy ceny za ekonomii 2008
- Arthur W. Lewis – nositel Nobelovy ceny za ekonomii 1979
- James Madison – 4. prezident USA
- Bohuslav Martinů - český hudební skladatel, hostující profesor
- Eric S. Maskin – nositel Nobelovy ceny za ekonomii 2007
- Edwin Mattison McMillan – nositel Nobelovy ceny za chemii 1951
- Meredith Michaelsová-Beerbaumová – německá jezdkyně amerického původu
- Wentworth Miller – americký herec
- Oskar Morgenstern – rakouský ekonom
- Toni Morrisonová – nositelka Nobelovy ceny za literaturu 1993
- Robert Mueller – ředitel FBI
- Haruki Murakami – japonský spisovatel, hostující profesor
- Ralph Nader – americký právní zástupce a politický aktivista, 4× kandidoval na prezidenta USA
- John Forbes Nash – nositel Nobelovy ceny za ekonomii 1994
- John von Neumann – (maďarsky Neumann János) matematik
- Joyce Carol Oatesová – americká spisovatelka
- Michelle Obamová – první dáma USA, právnička
- Eugene O'Neill – nositel Nobelovy ceny za literaturu 1936
- Michael Porter – americký ekonom
- John Rawls – liberální americký politický filosof, profesor Harvardovy univerzity
- Syngman Rhee – první prezident Korejské republiky
- Ignacio Rodríguez-Iturbe – americký hydrolog
- Wayne Rogers – americký herec, známý ze seriálu M*A*S*H
- Richard Rorty – americký filozof
- Donald Rumsfeld – americký politik a obchodník, který byl dvakrát ministrem obrany Spojených států amerických
- Robert Sedgewick – americký informatik
- Peter Schäfer – německý judaista
- Peter Singer – americký filozof a aktivista
- Richard Smalley – nositel Nobelovy ceny za chemii 1951
- Sonia Sotomayorová – soudkyně Nejvyššího soudu Spojených států amerických
- Andrew Michael Spence – nositel Nobelovy ceny za ekonomii 2001
- Eliot Spitzer – americký právník a politik, guvernér státu New York
- Lyman Spitzer – americký teoretický fyzik
- Jan Švejnar – český ekonom, kandidát na prezidenta v roce 2007
- Juli Tamir – izraelská politoložka a politička
- Terence Tao – australský matematik
- Robert Tarjan – americký informatik
- Joseph Hooton Taylor – nositel Nobelovy ceny za fyziku 1993
- Kip Thorne – americký teoretický fyzik
- Alan Turing – britský matematik, logik, kryptograf a zakladatel moderní informatiky
- Michael Walzer – americký politický filozof
- Lawrence Watt-Evans – americký spisovatel píšící pod pseudonymem Nathan Archer
- Steven Weinberg – nositel Nobelovy ceny za fyziku 1979
- John Archibald Wheeler – americký fyzik
- Eric F. Wieschaus – nositel Nobelovy ceny za fyziologii a medicínu 1995
- Frank Wilczek – nositel Nobelovy ceny za fyziku 2004
- Thornton Wilder – americký spisovatel a dramatik, trojnásobný nositel Pulitzerovy ceny
- Andrew Wiles – britský matematik žijící v USA
- Woodrow Wilson – 28. prezident USA
- Edward Witten – americký fyzik

## Princetonská univerzita a Česko
- V lednu 2017 navštívil v rámci tzv. Transatlantických hudebních dnů symfonický orchestr Princetonské univerzity Prahu. Vystoupil v Rudolfinu, v komorním složení i v jiných sálech.[5]

## Obrázková galerie

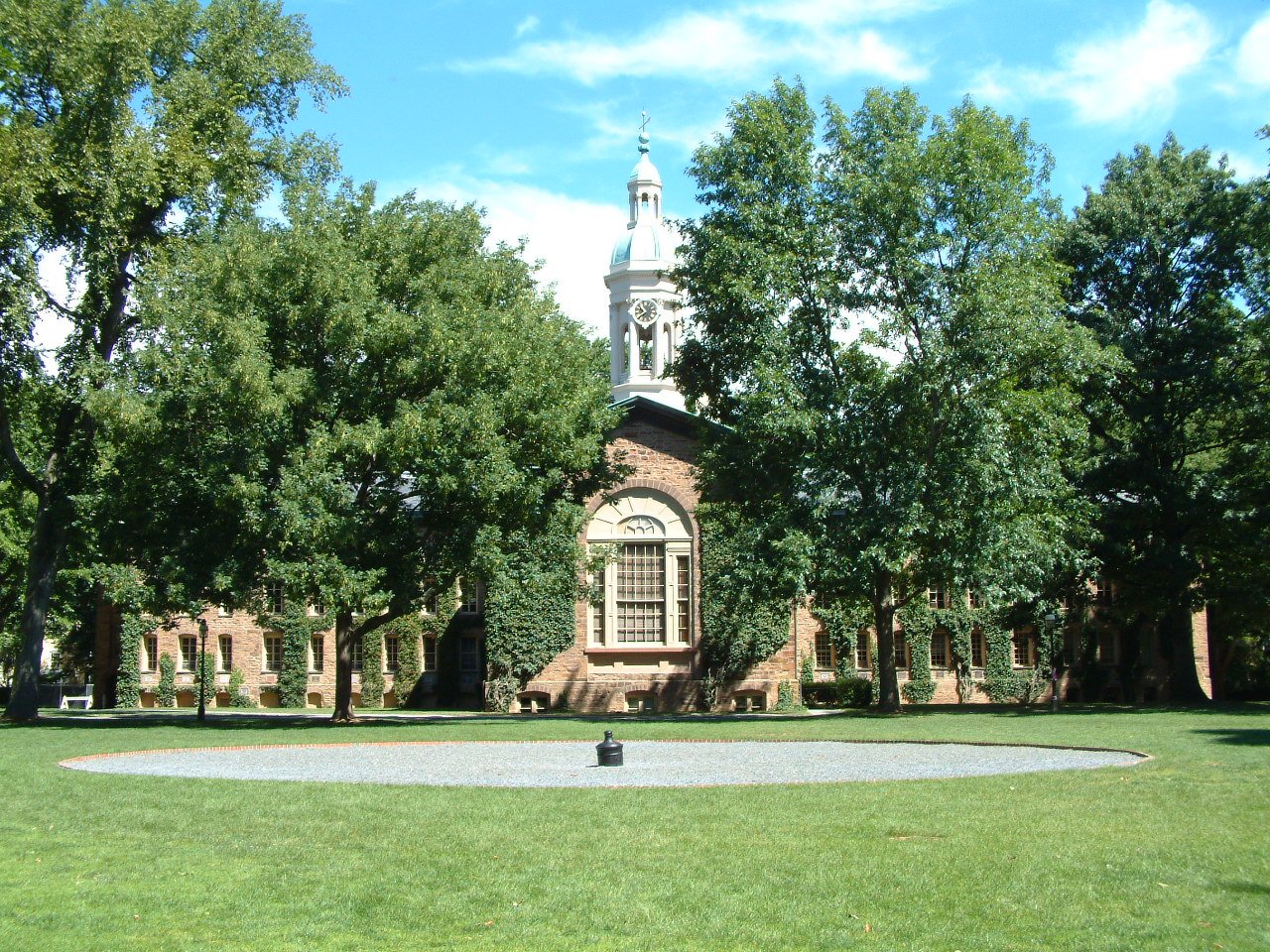
Cannon Green, s Nassau Hall v pozadí
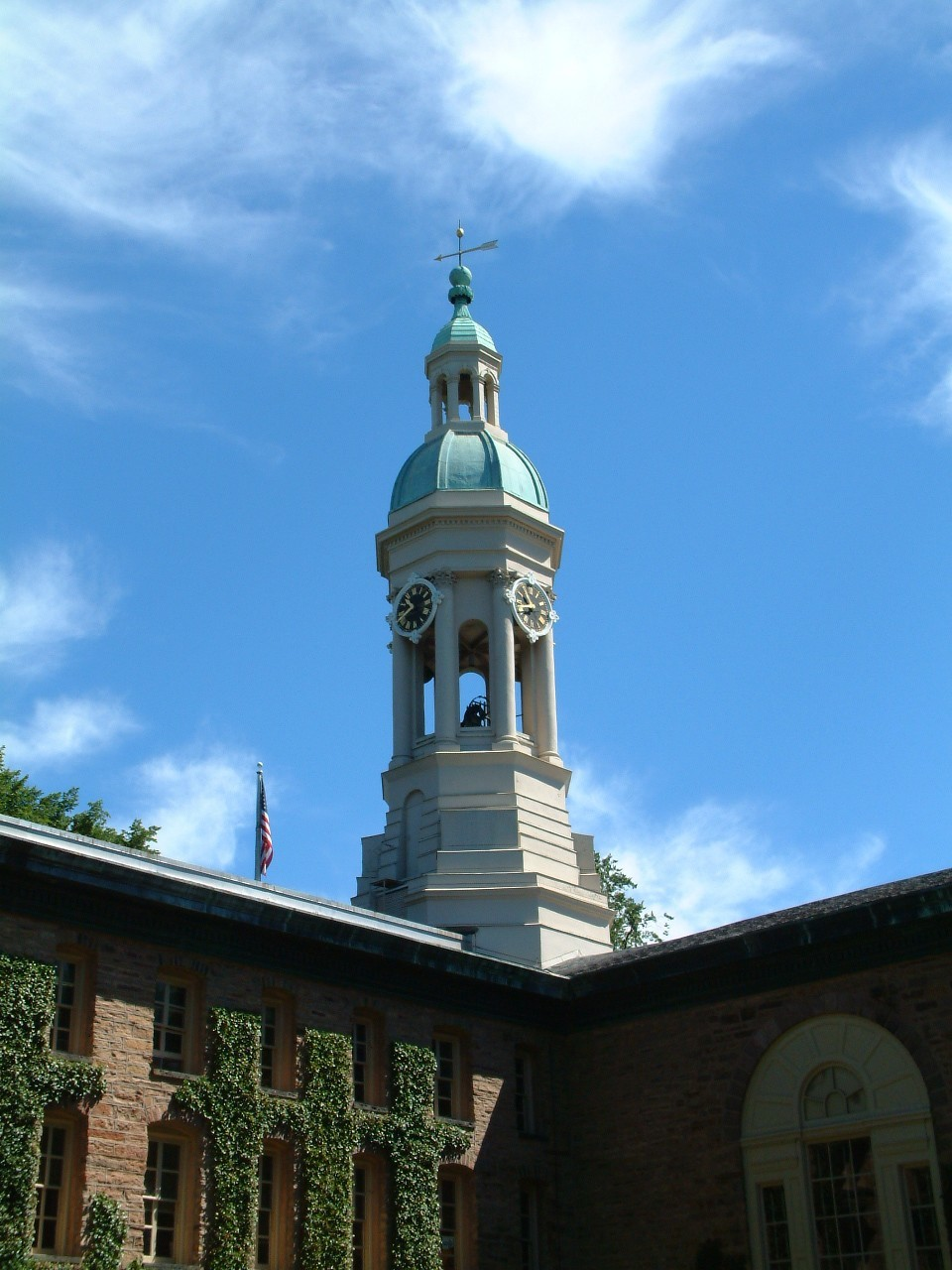
Nassau Hall v Princeton University
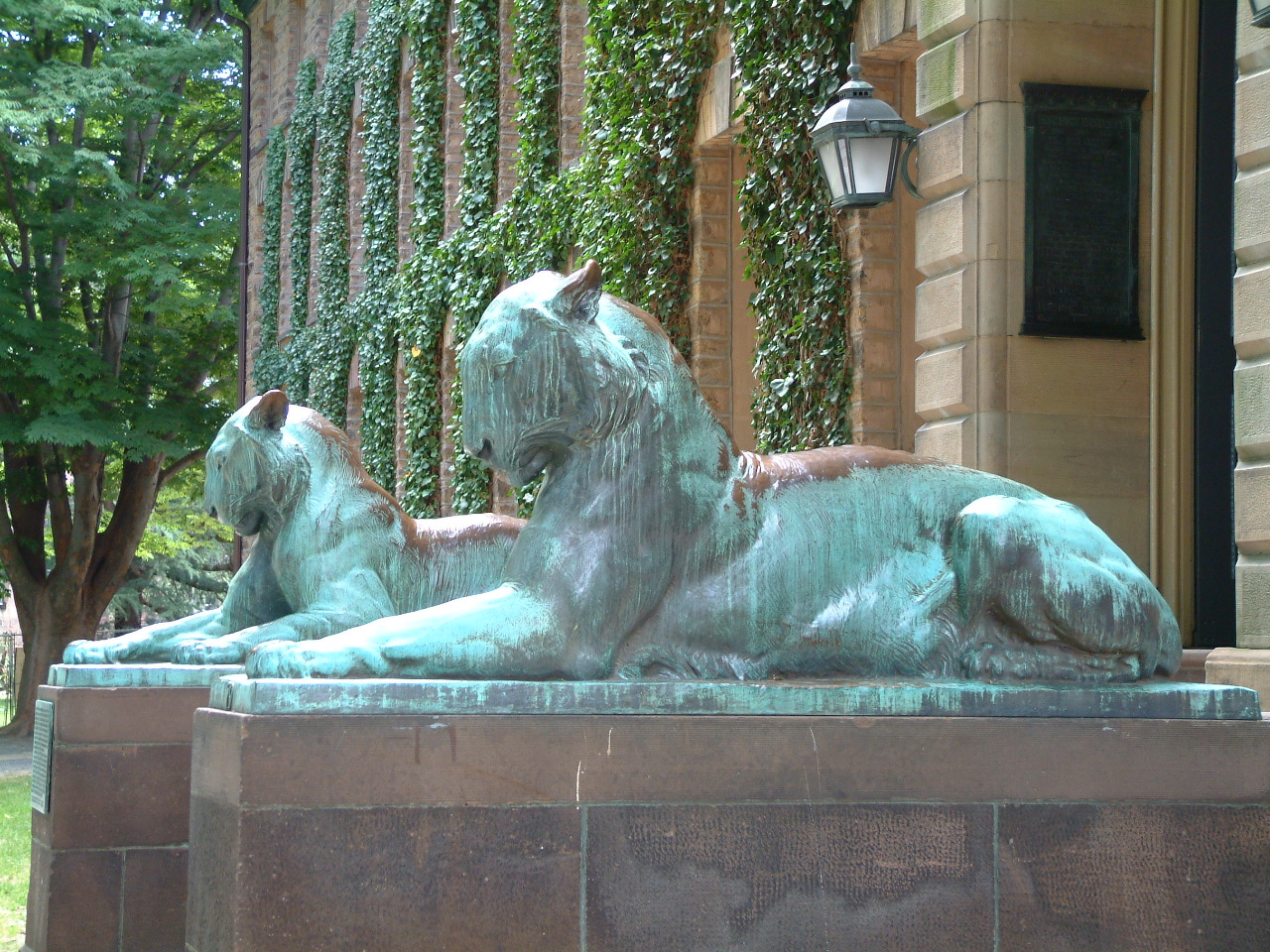
Sochy tygrů před dveřmi Nassau Hall
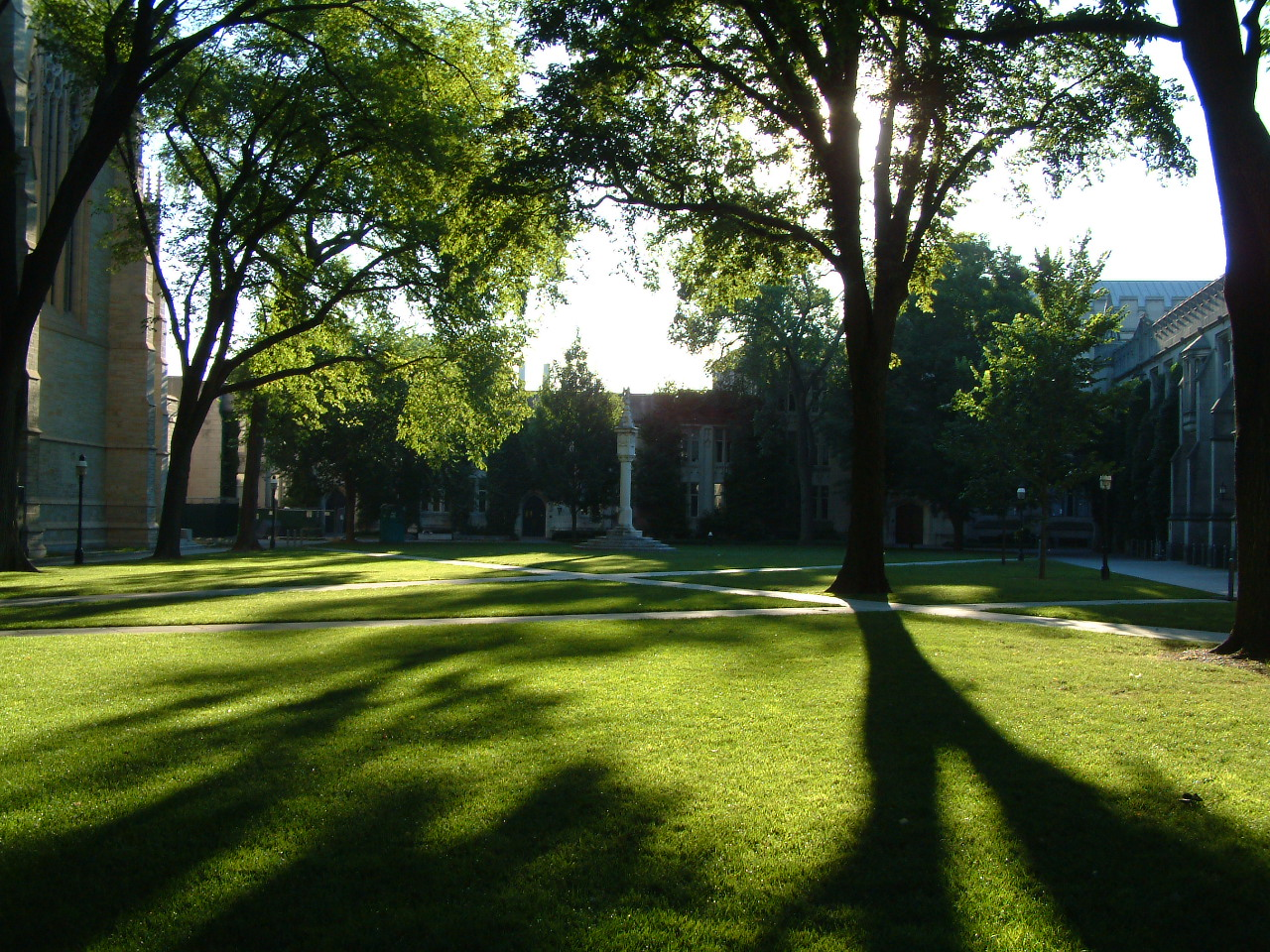
„Náměstí“ Princetonské univerzity
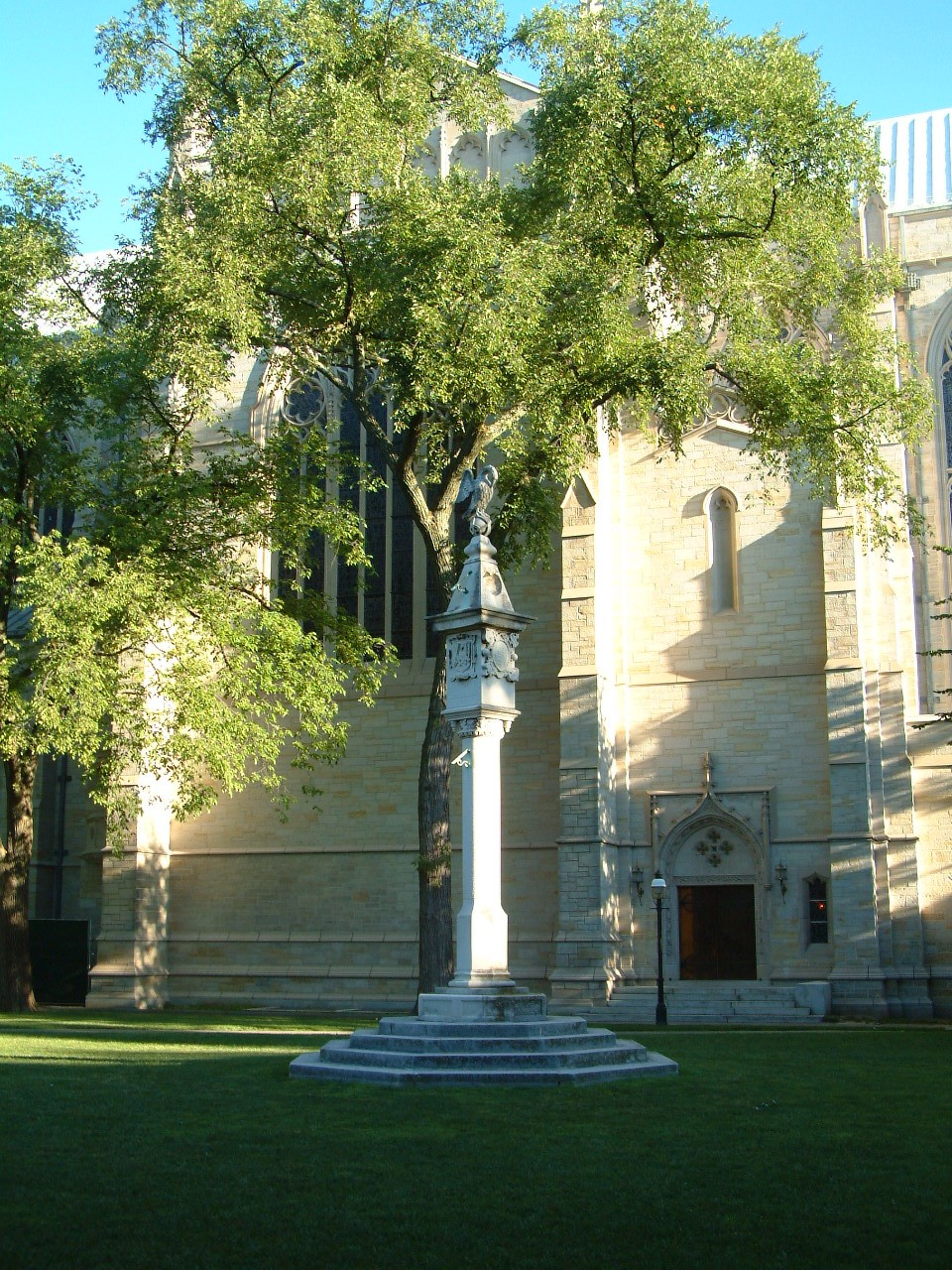
„Náměstí“ Princetonské univerzity podruhé
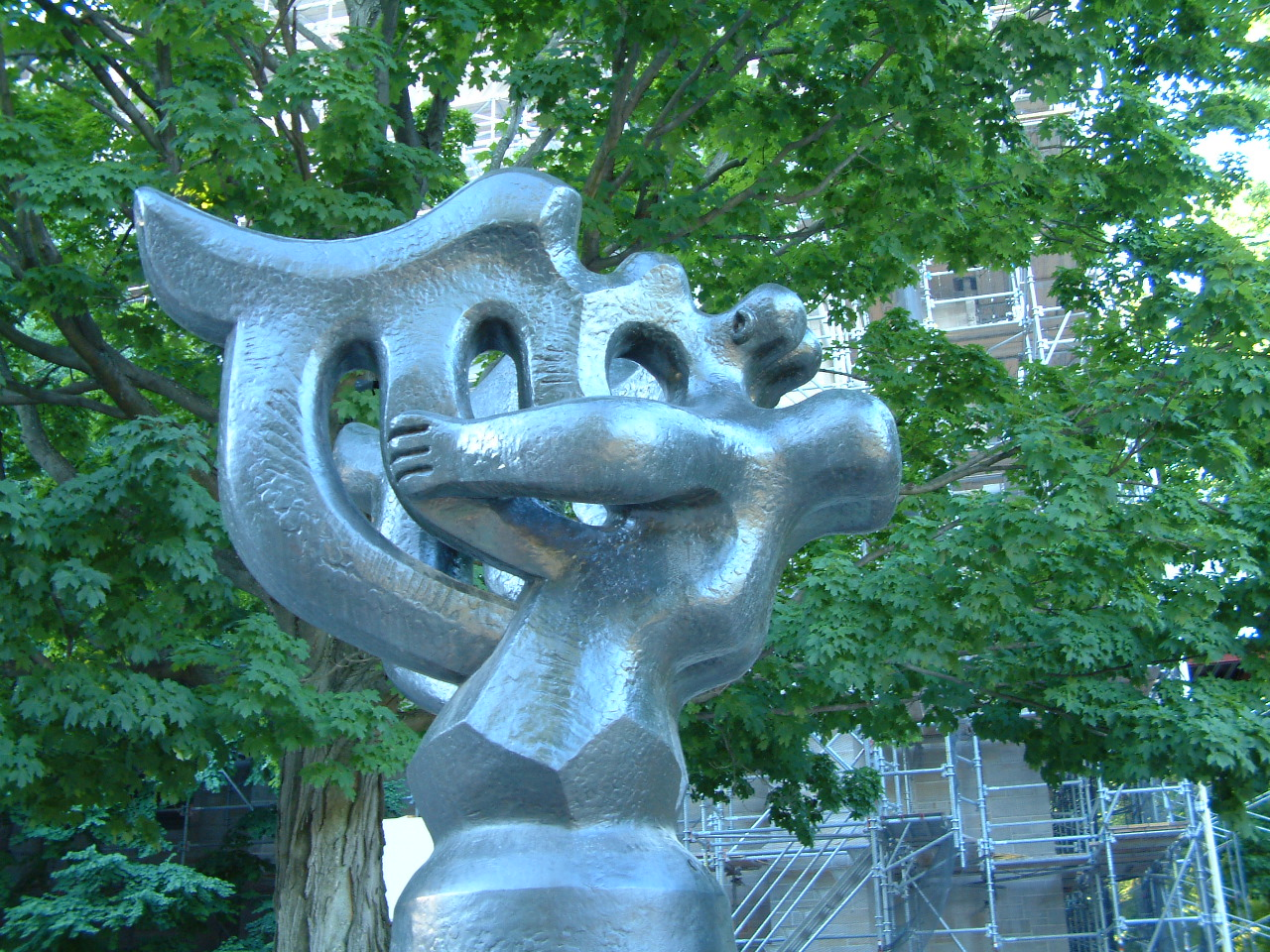
Princeton University
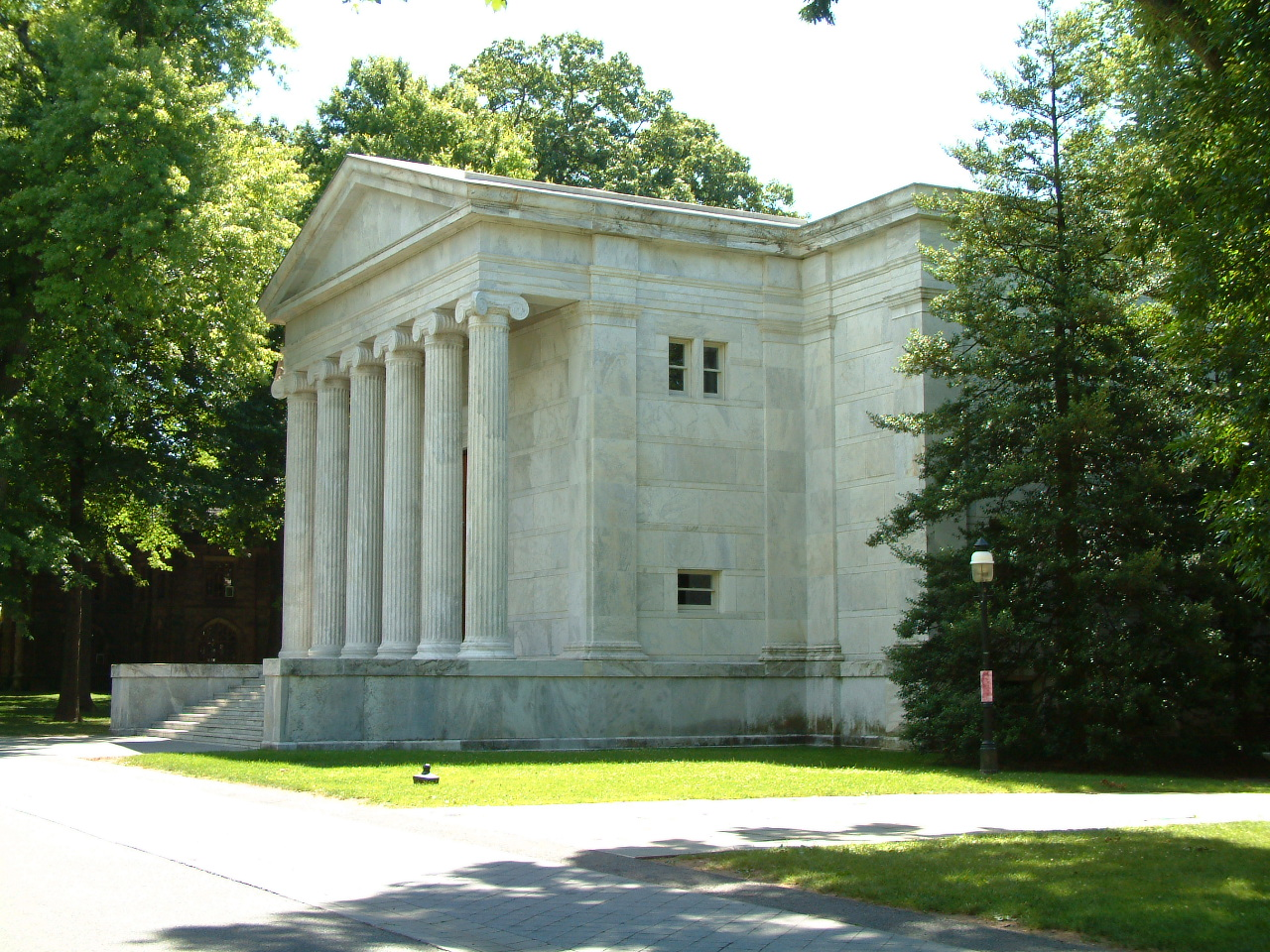
Princeton University Cleo
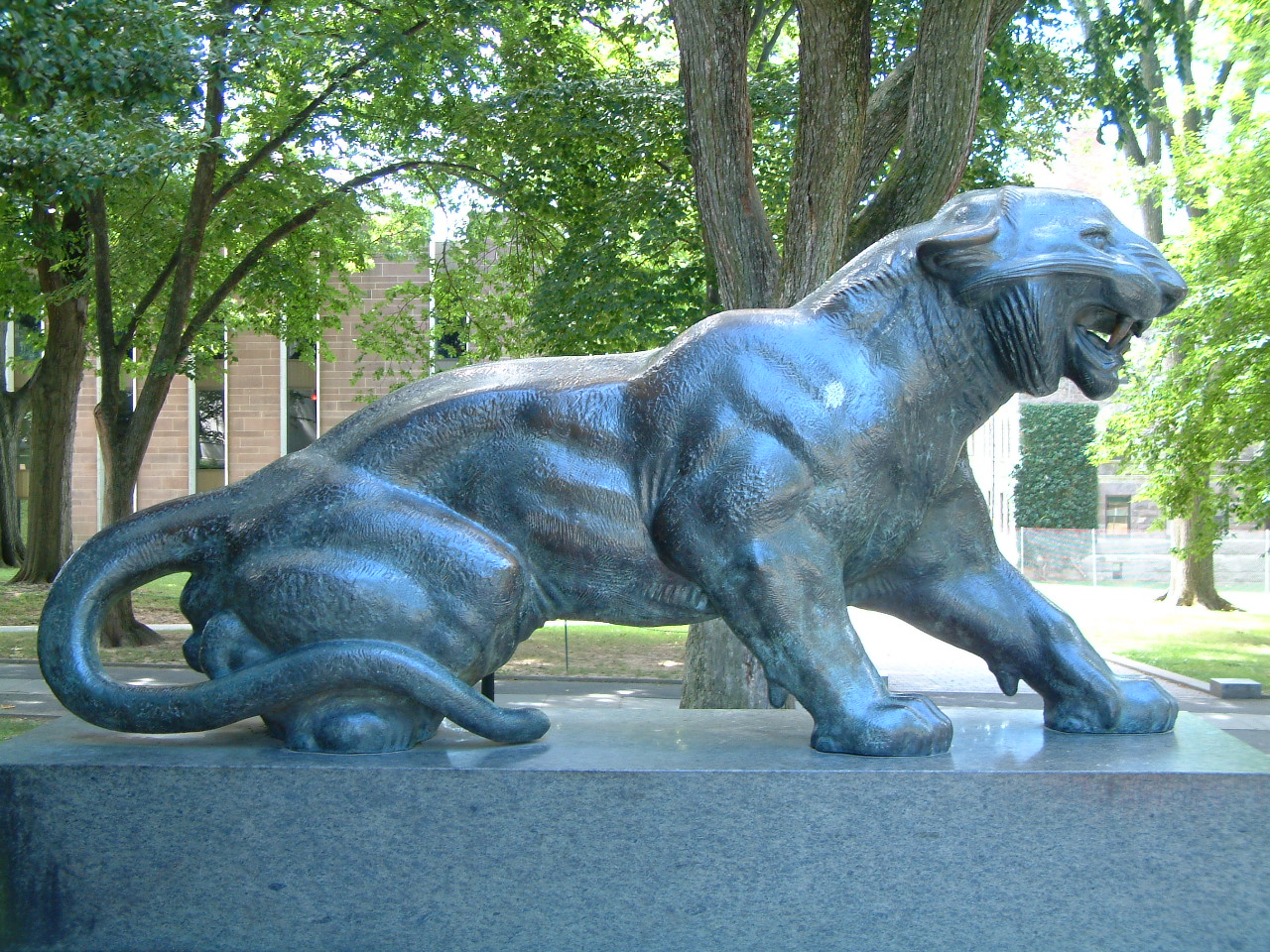
Princeton University Cleo tygr
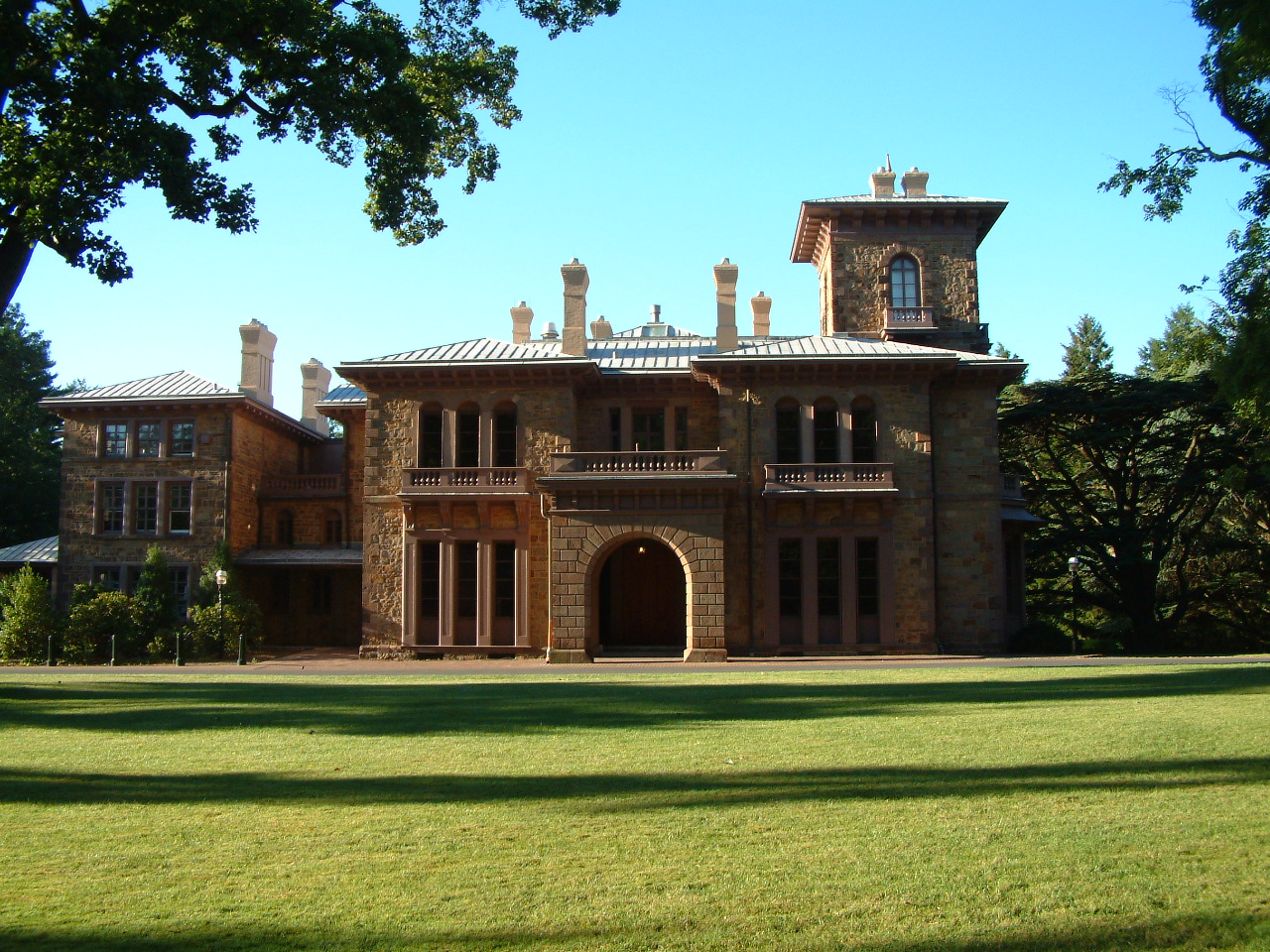
Pohled na Princetonskou univerzitu
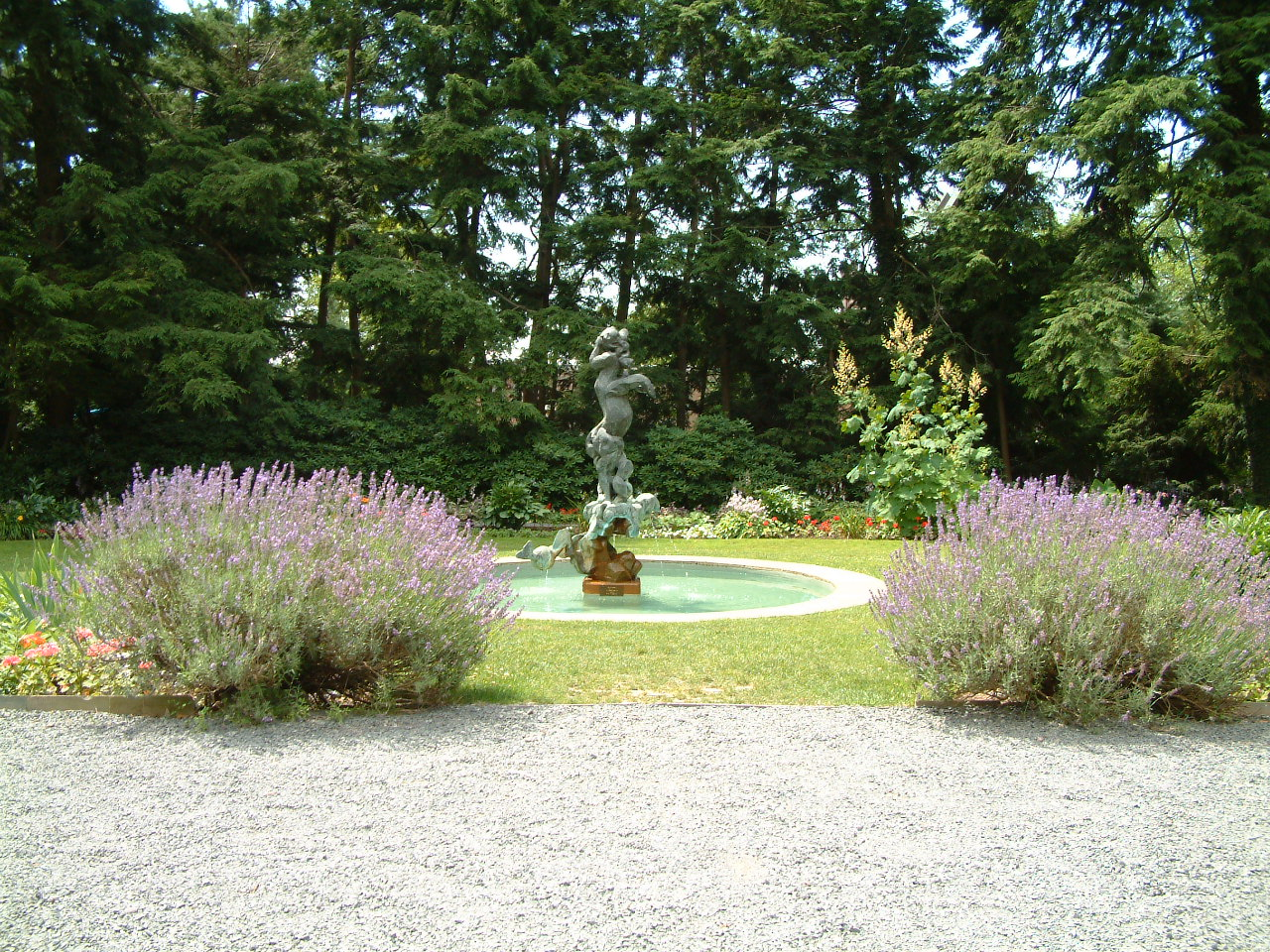
Pohled na zahradu
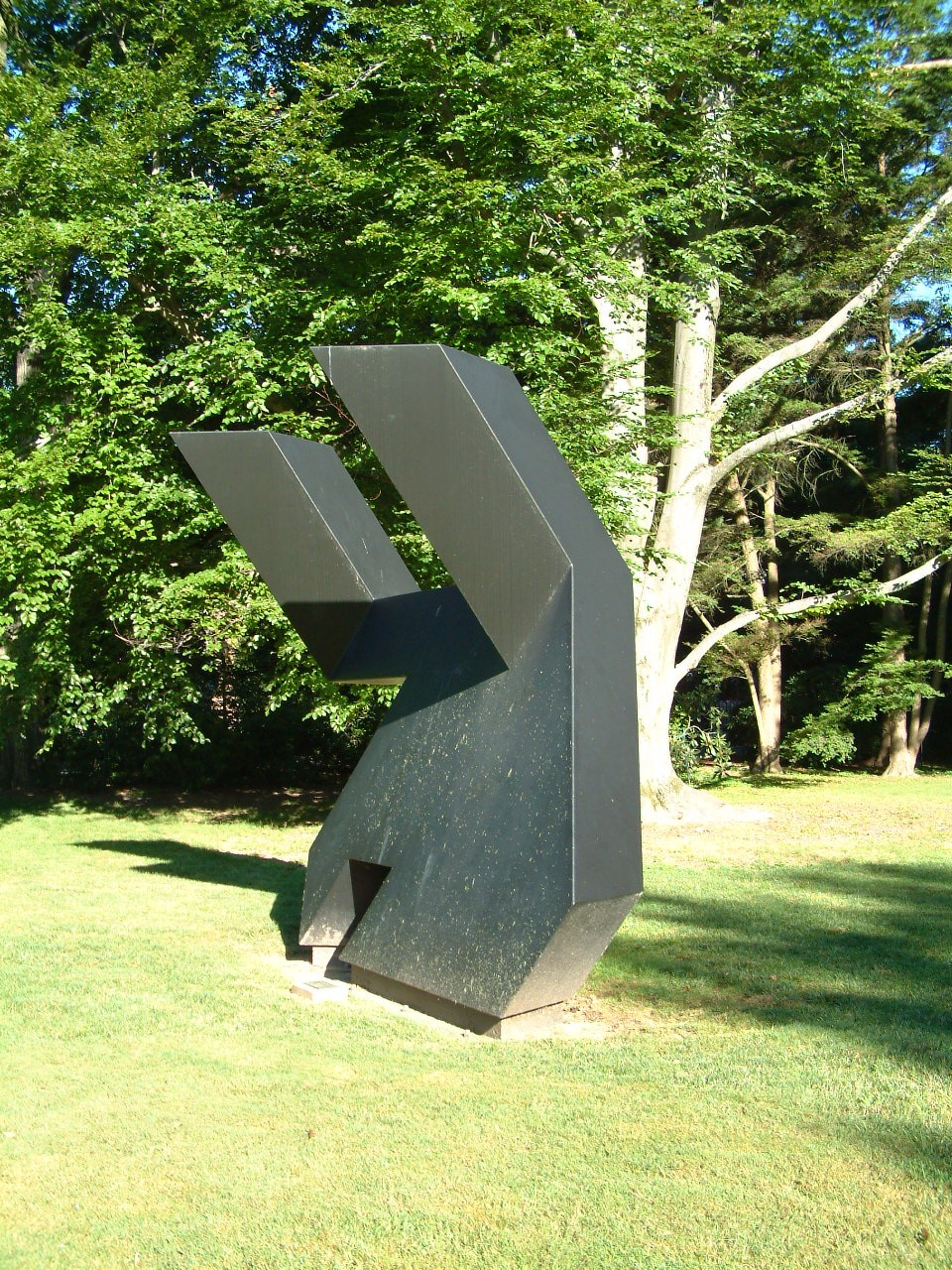
Pohled na sochu
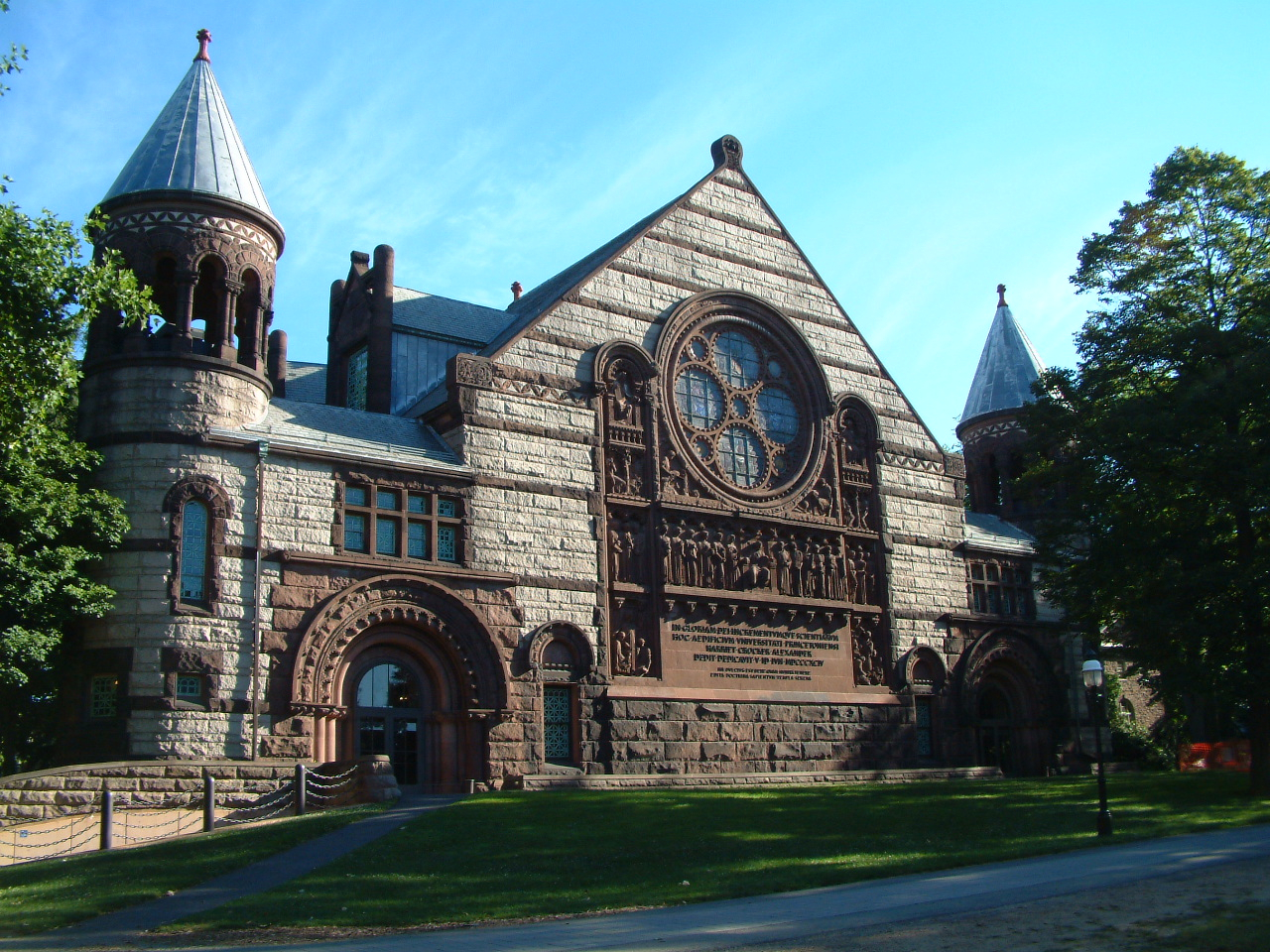
Princeton University Alexander
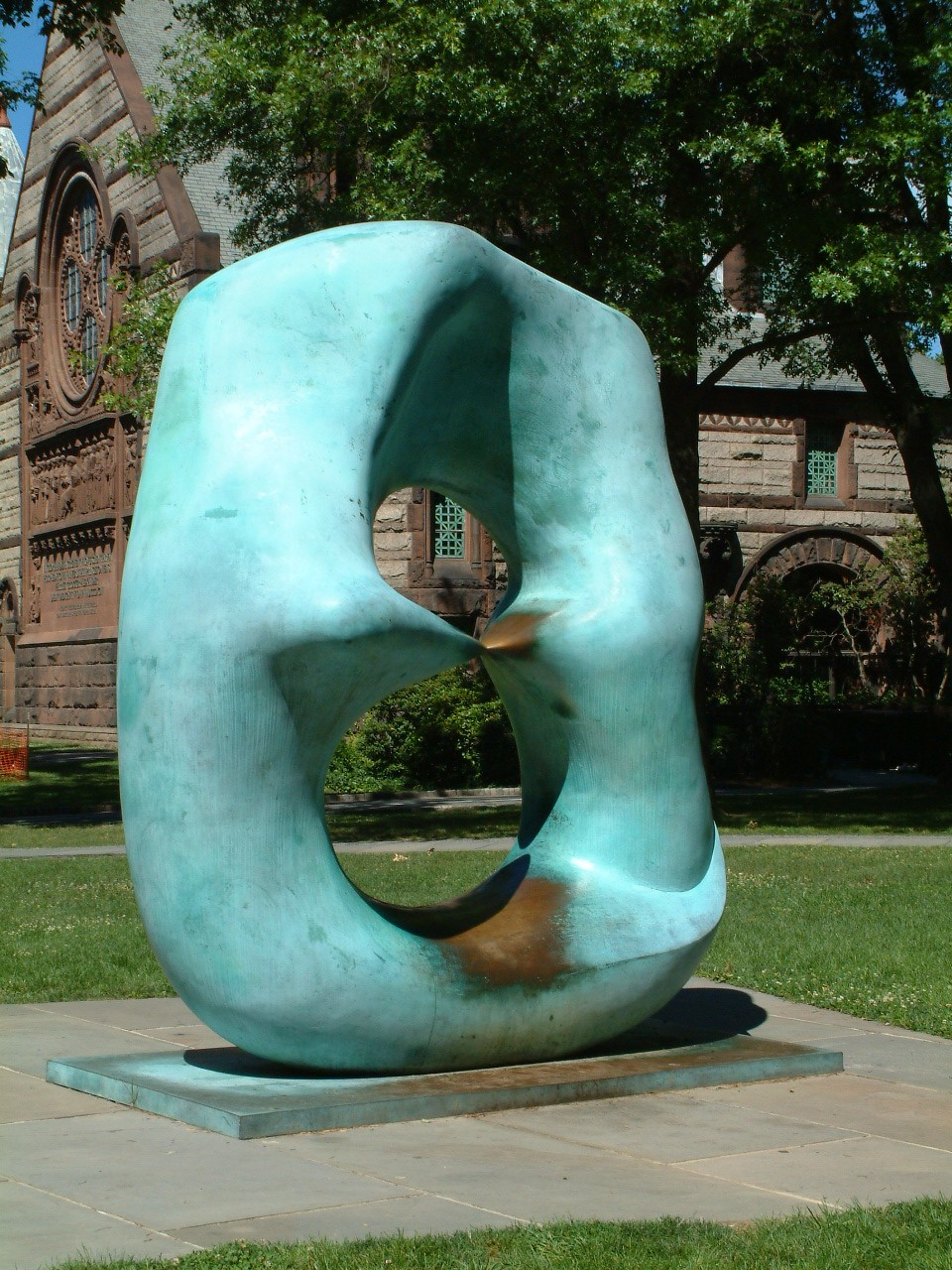
„Kapka“
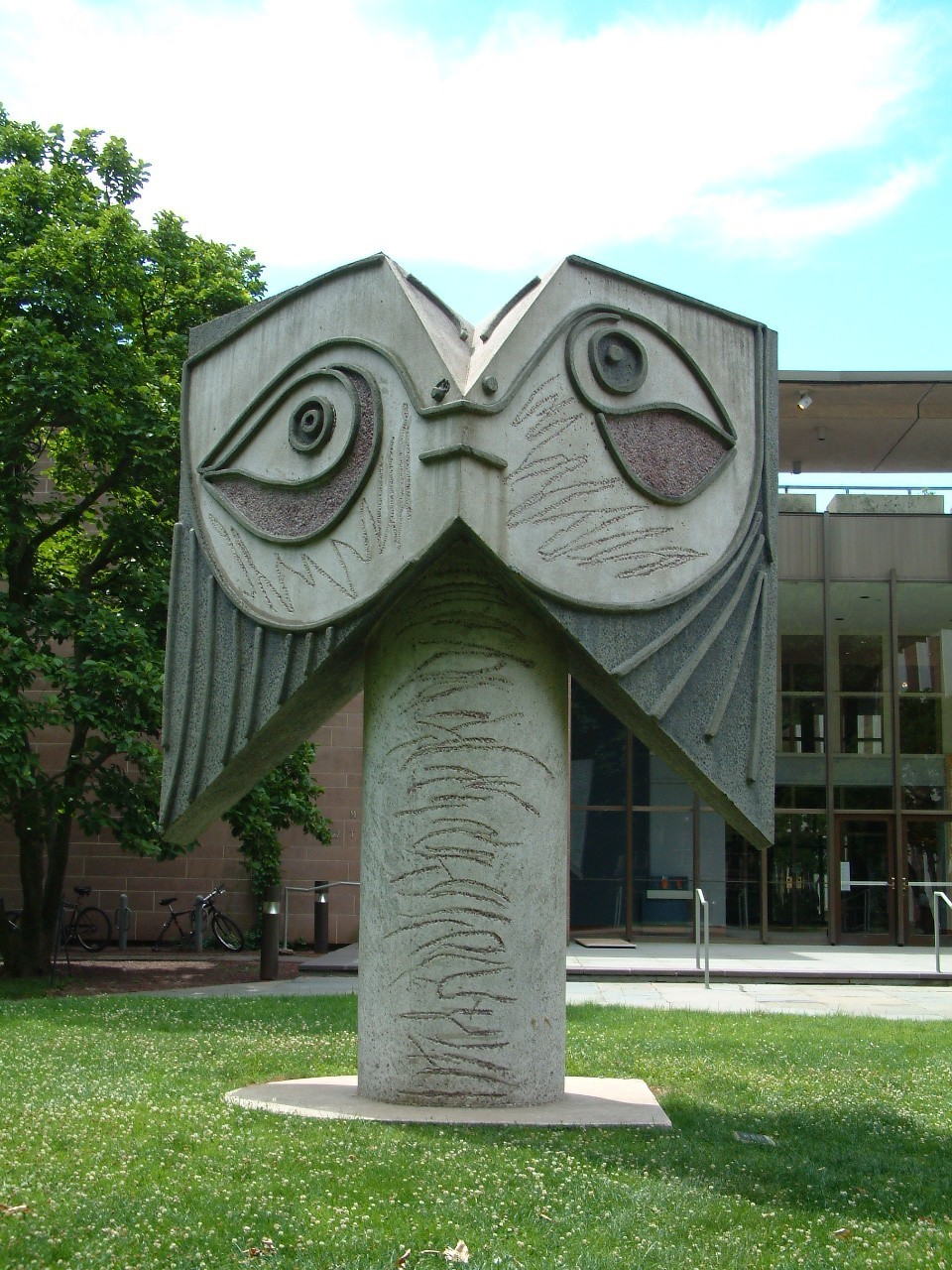
Princeton University Museum
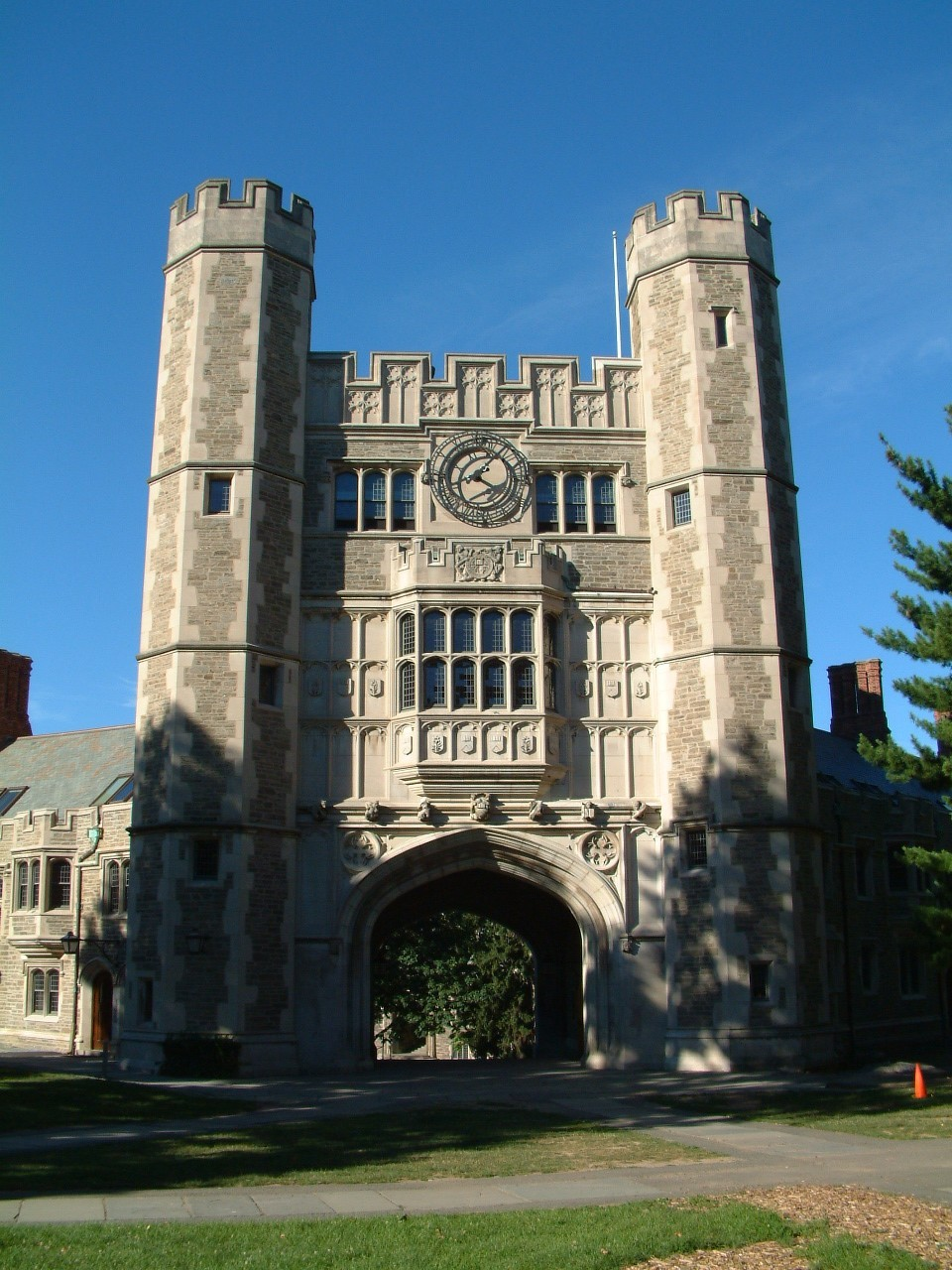
Princeton University
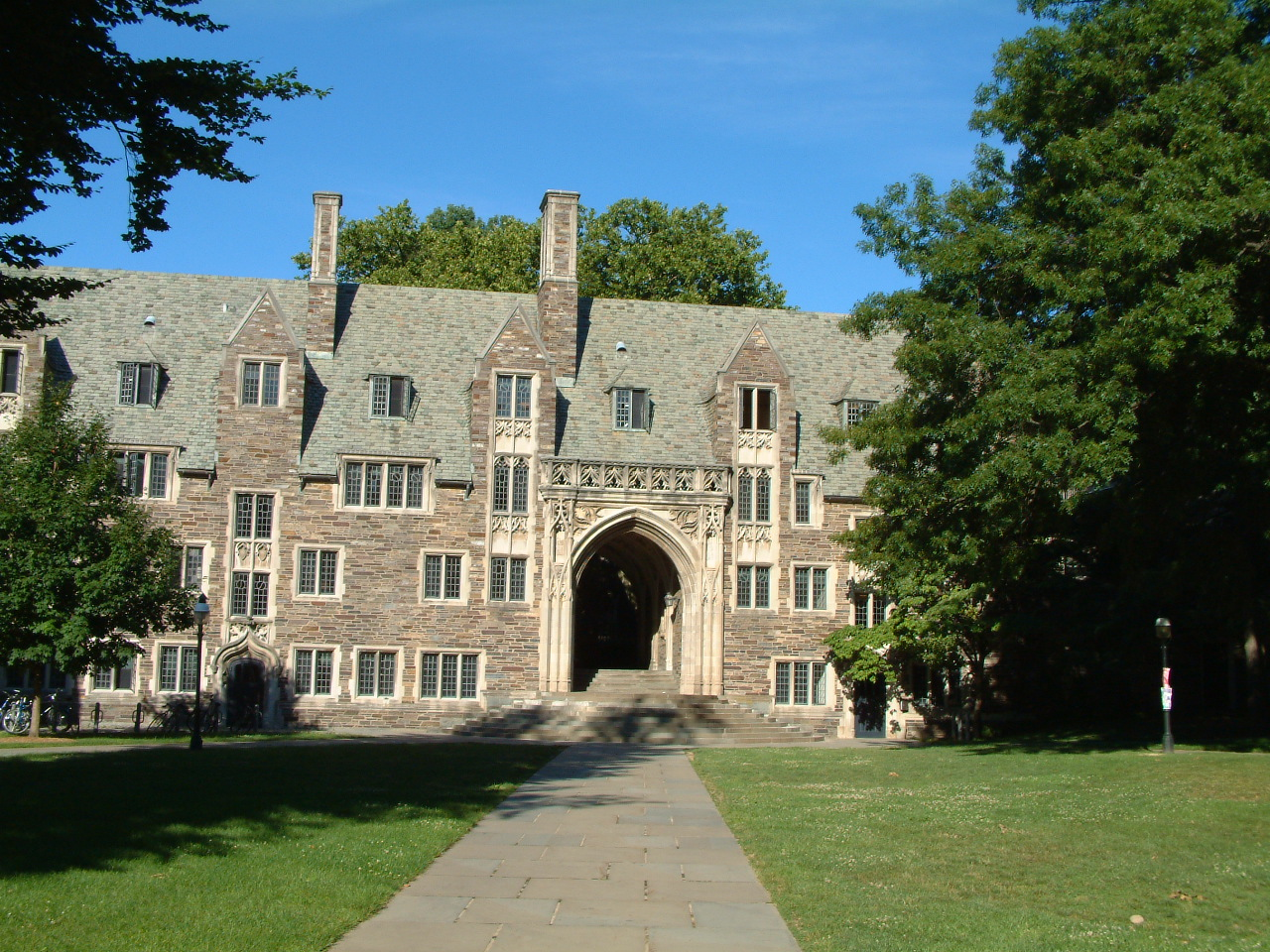
Princeton University
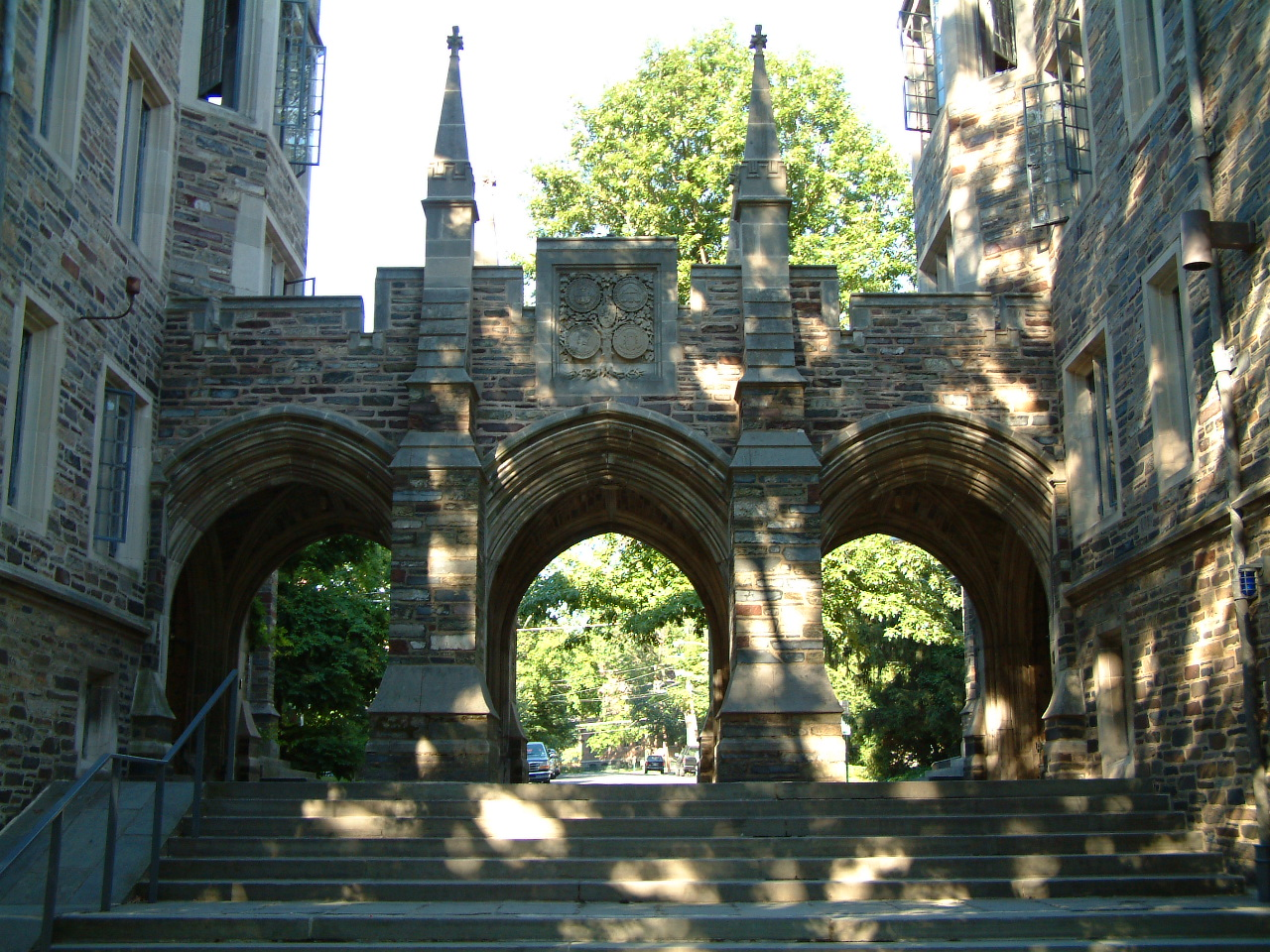
Princeton University
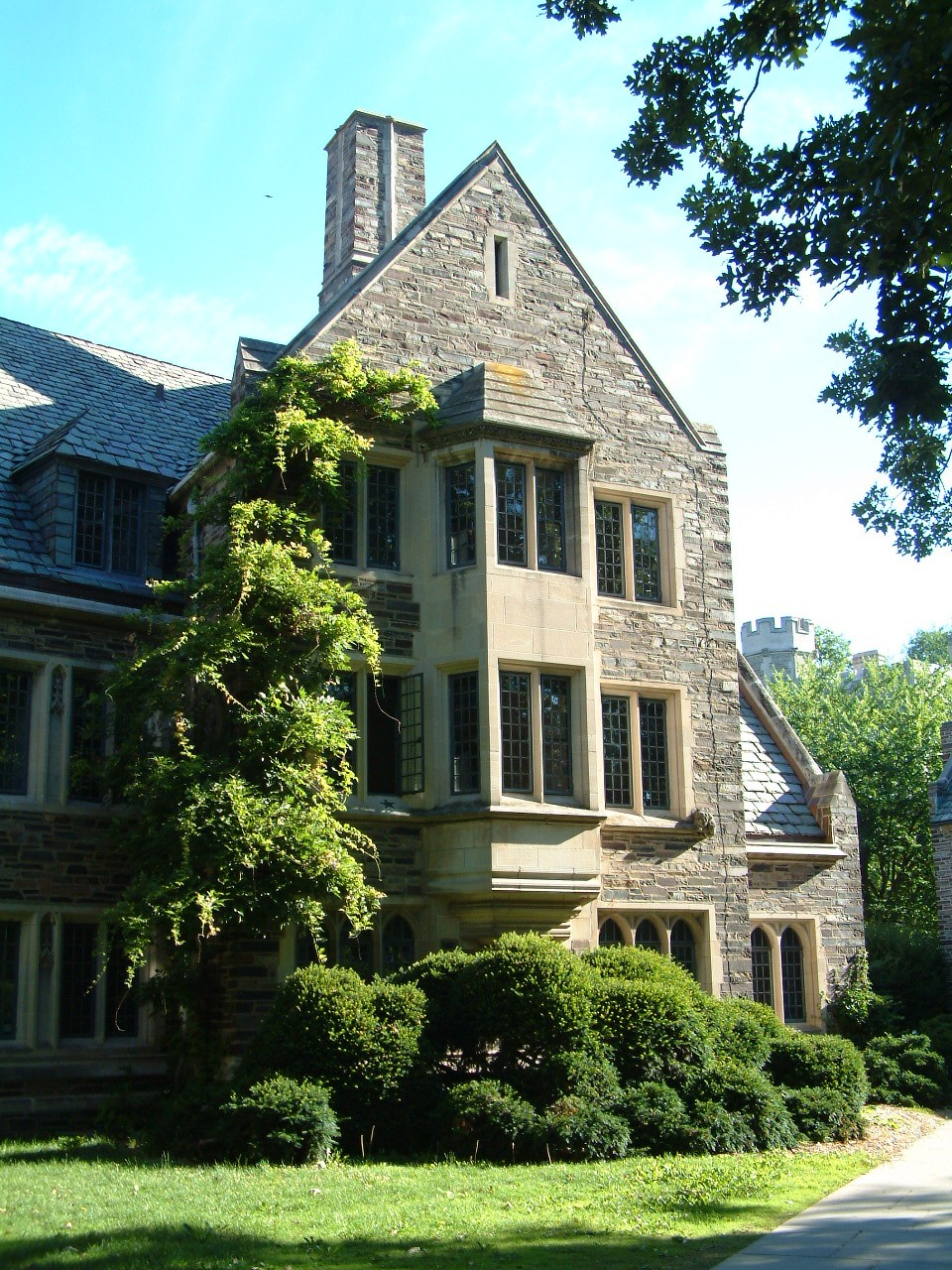
Princeton University
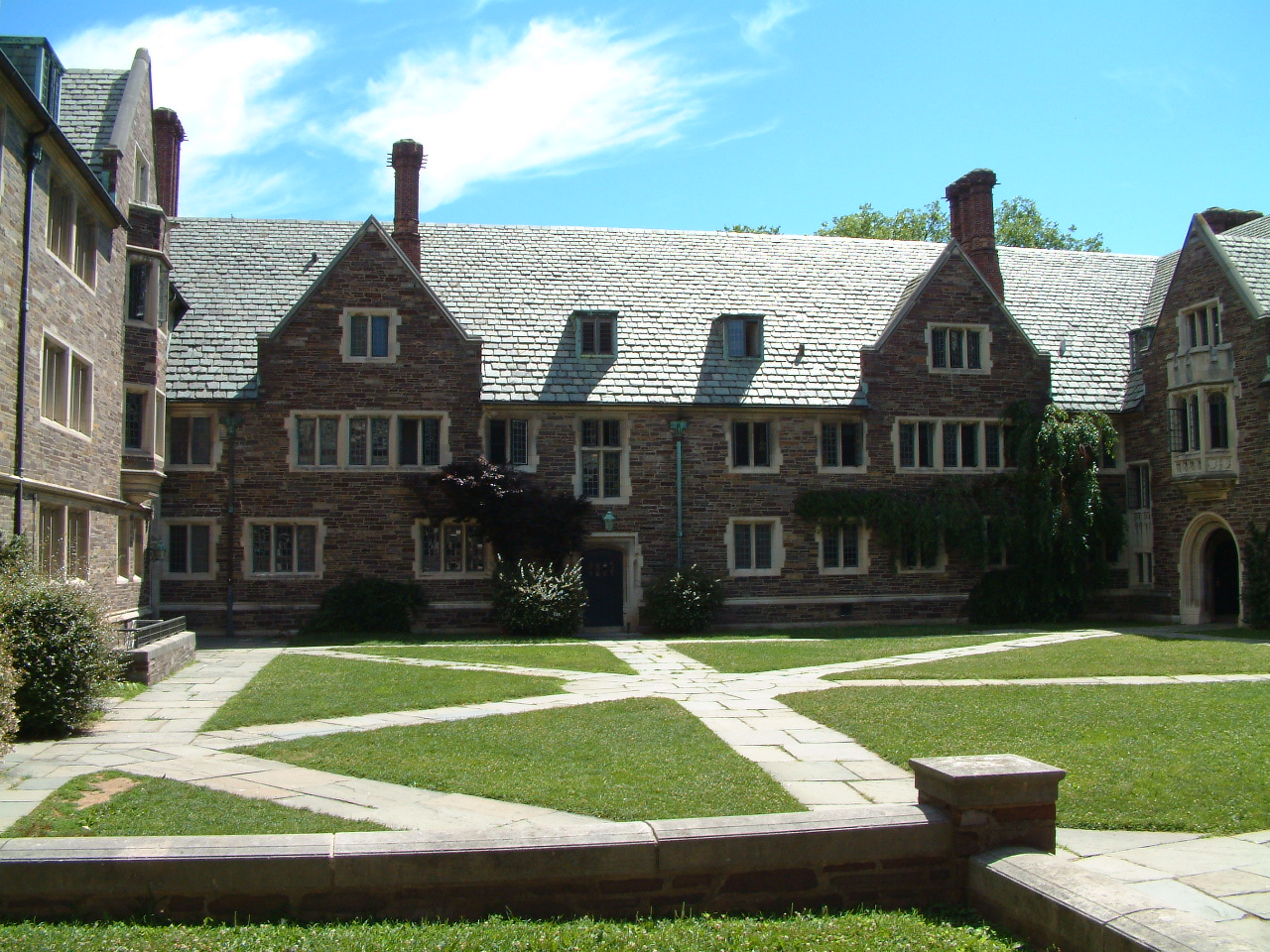
Princeton University
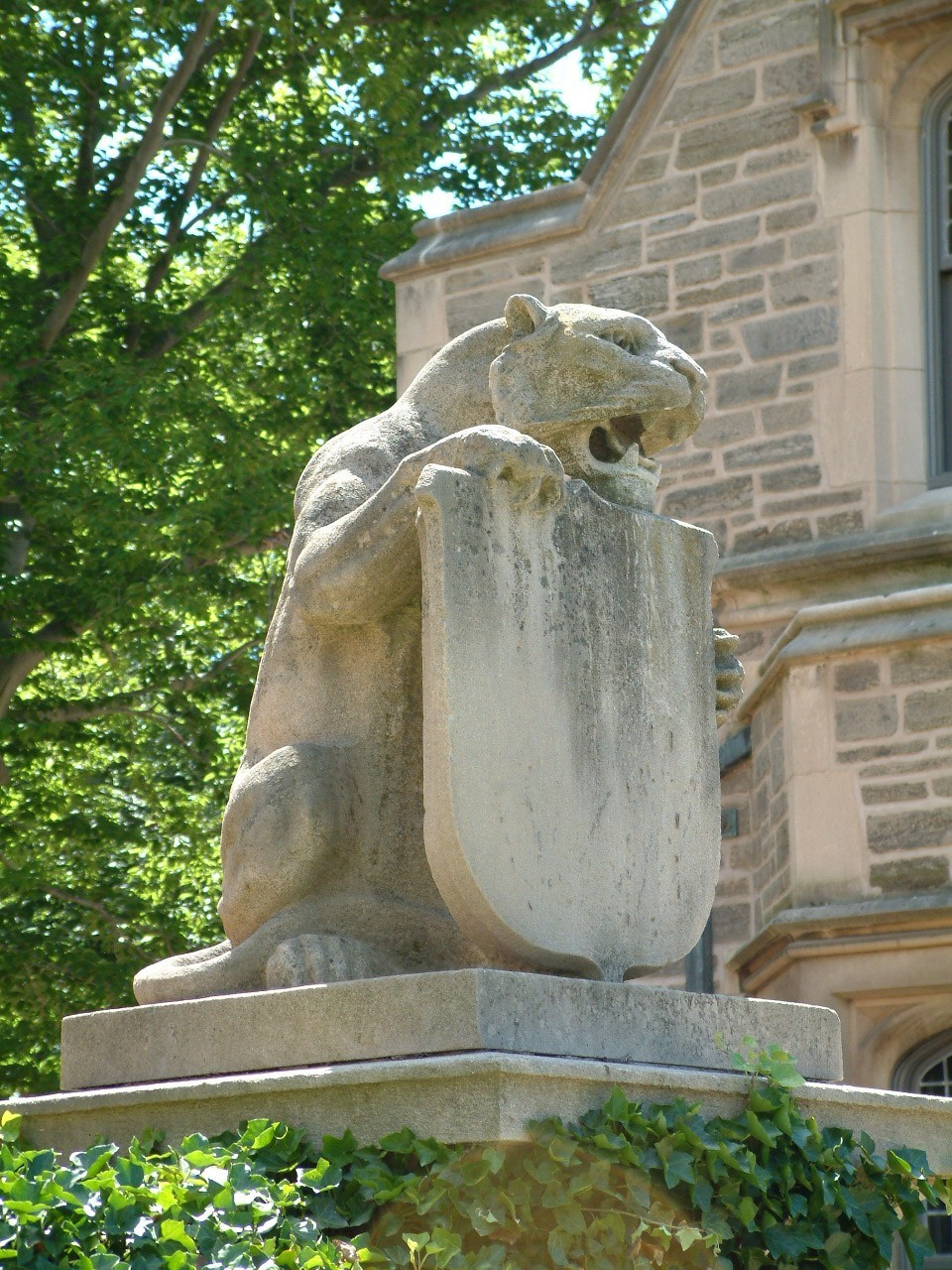
Princeton University
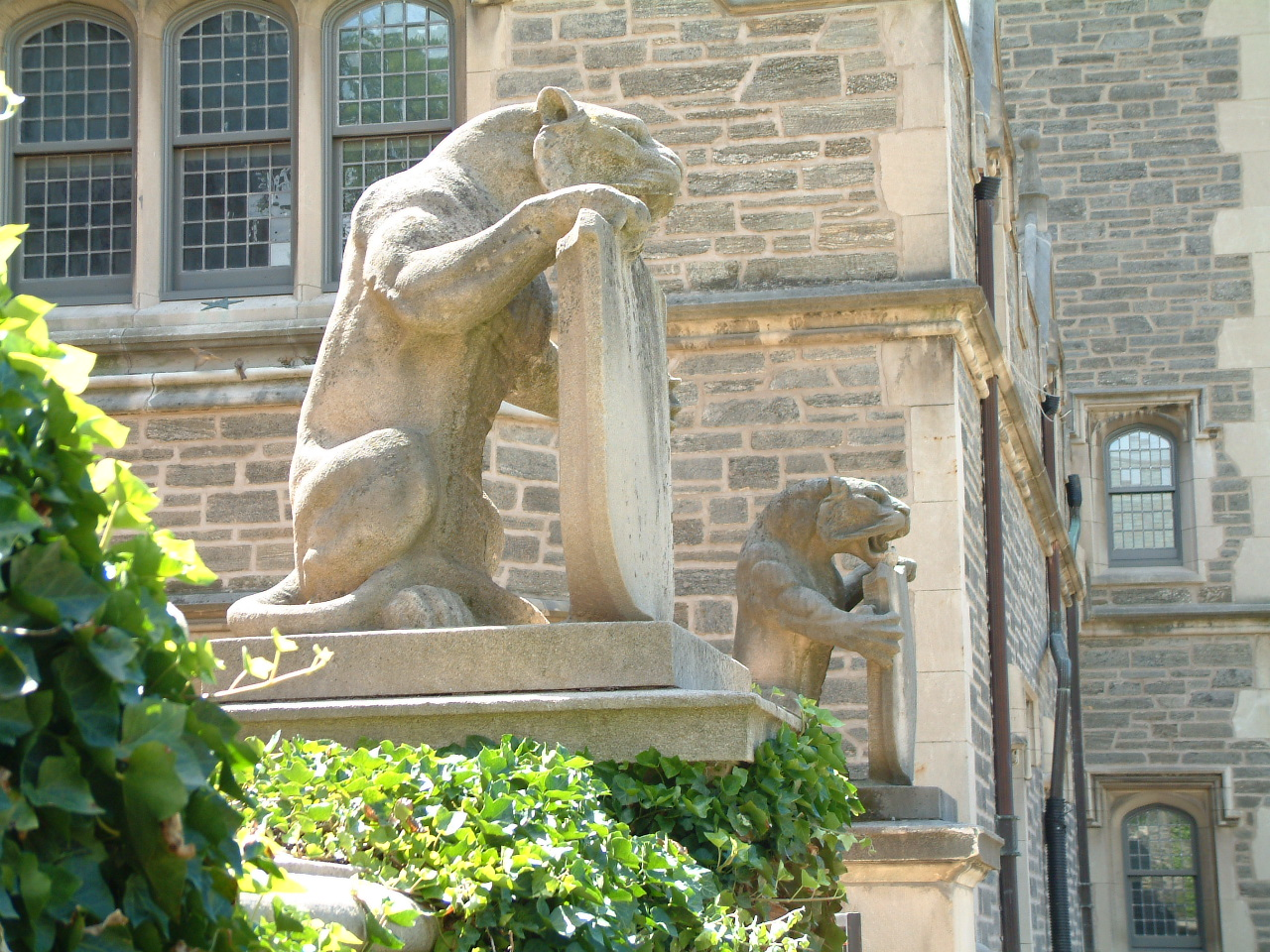
Princeton University
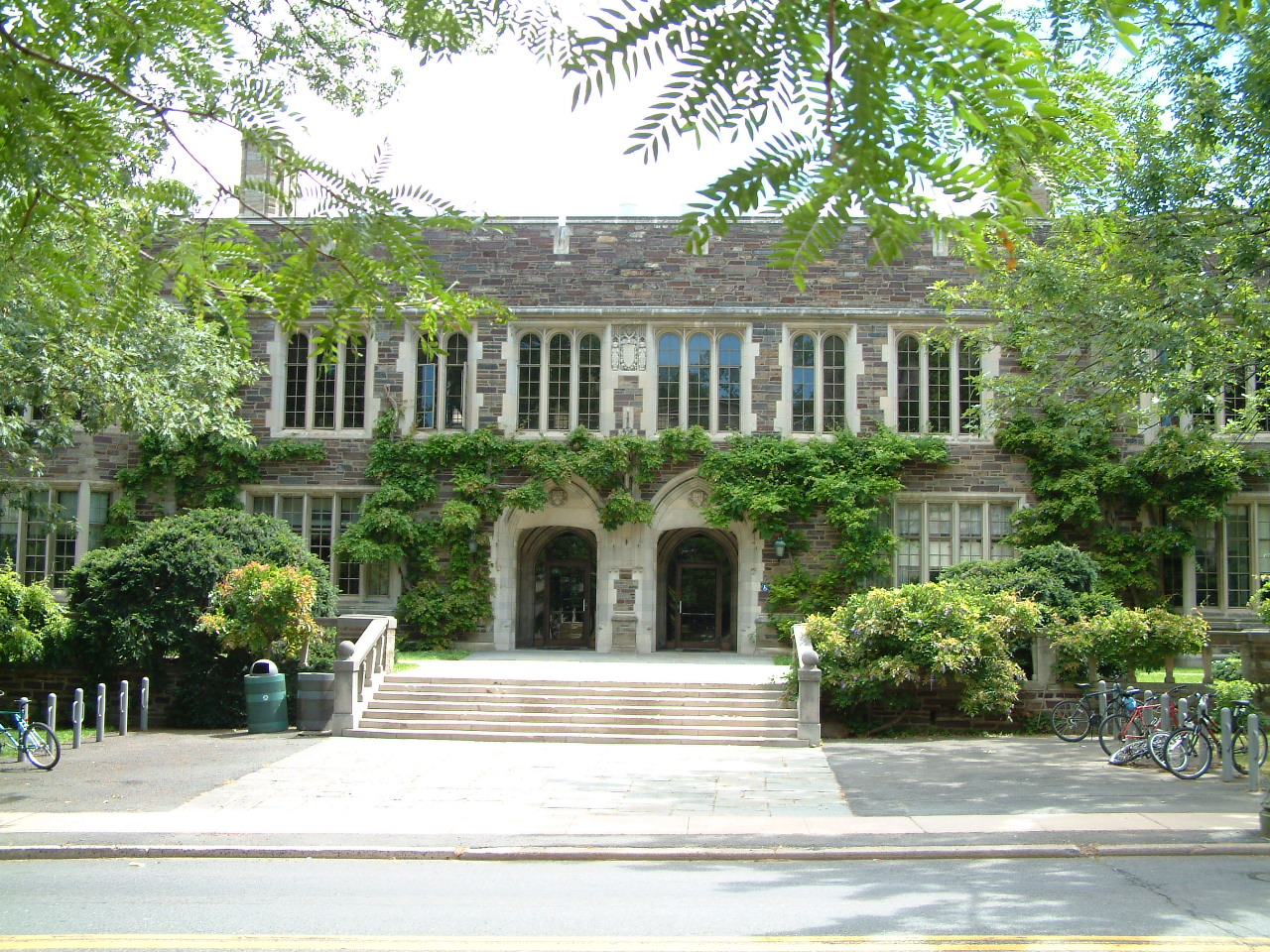
Princeton University
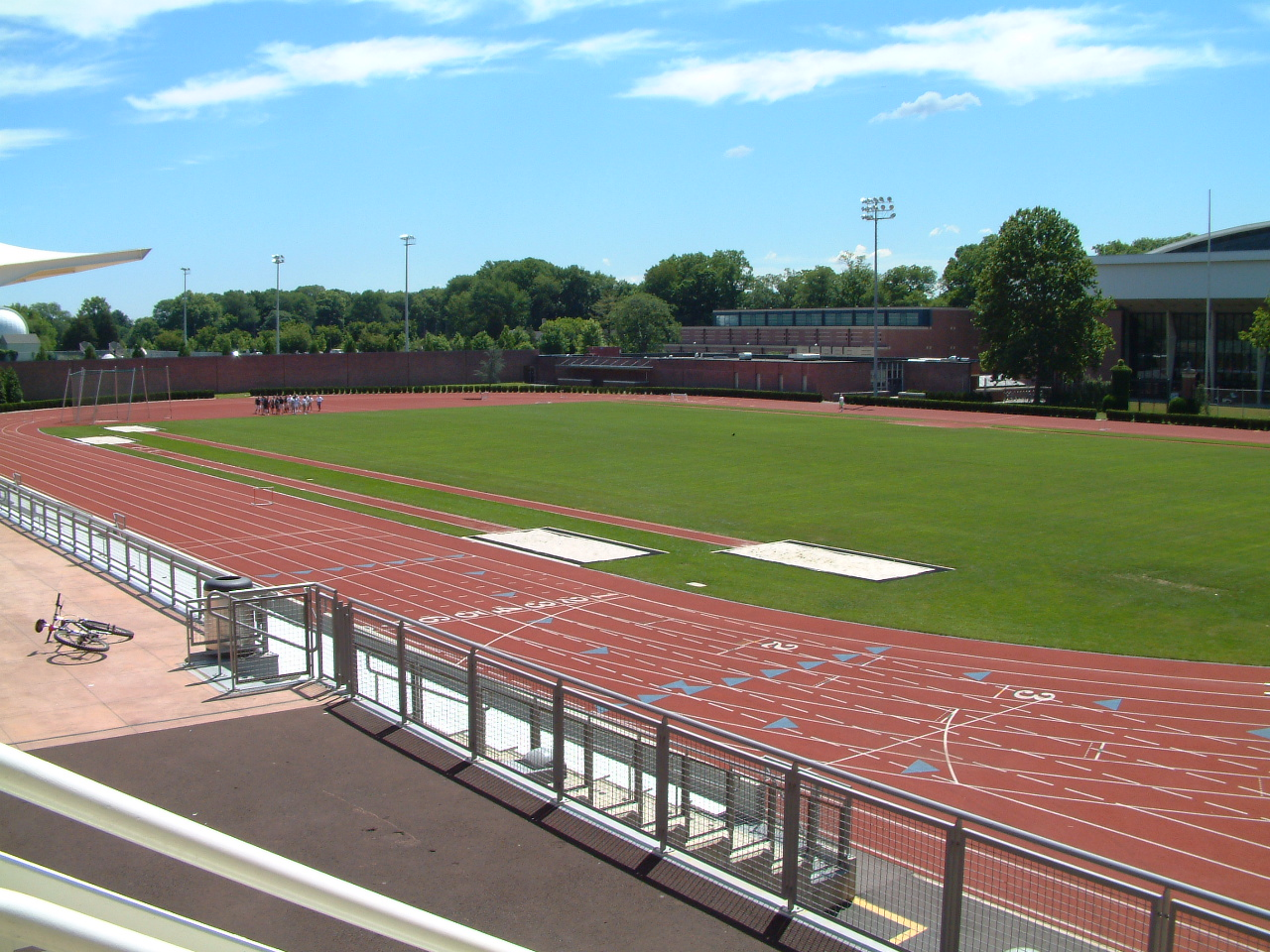
Princeton University
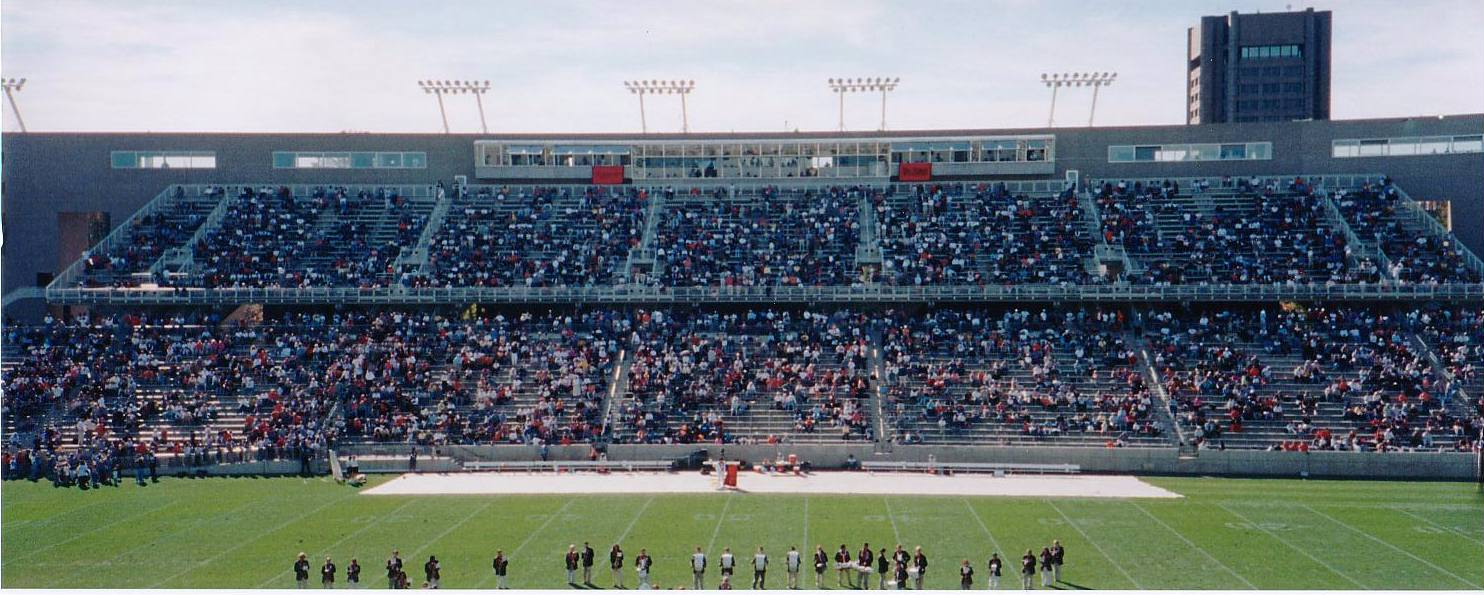
Princeton University
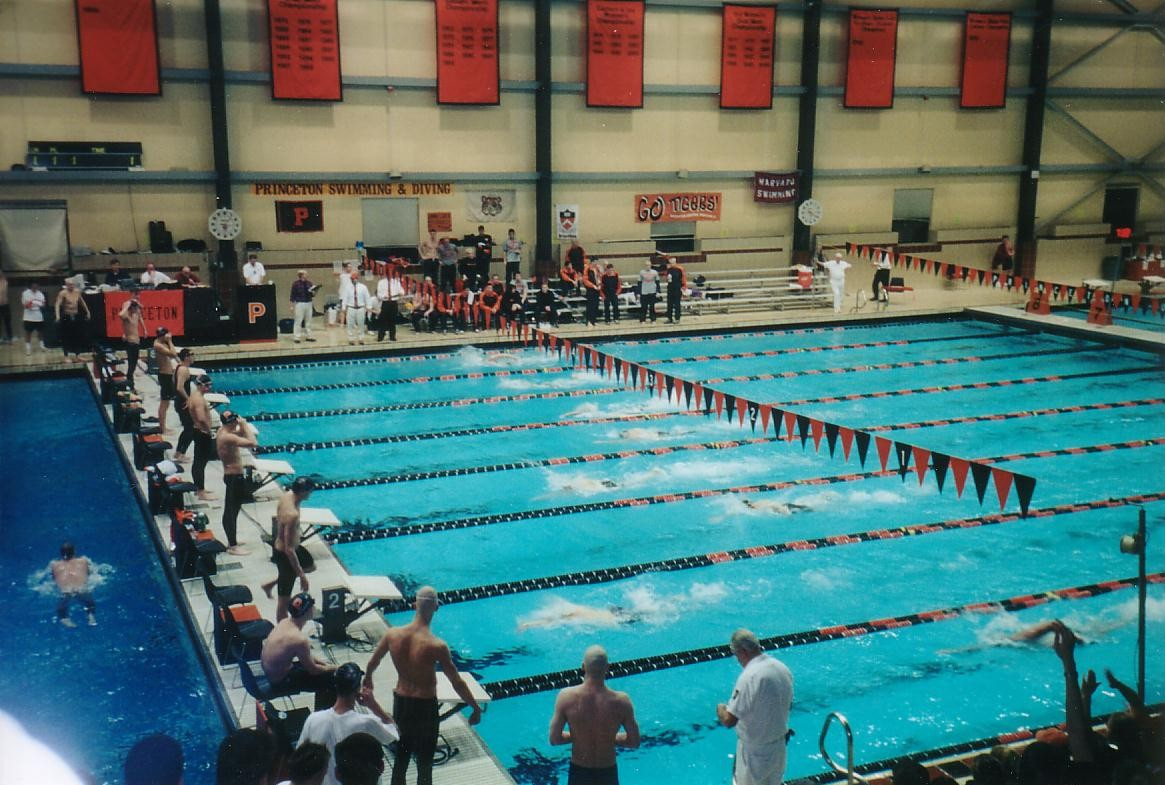
Princeton University
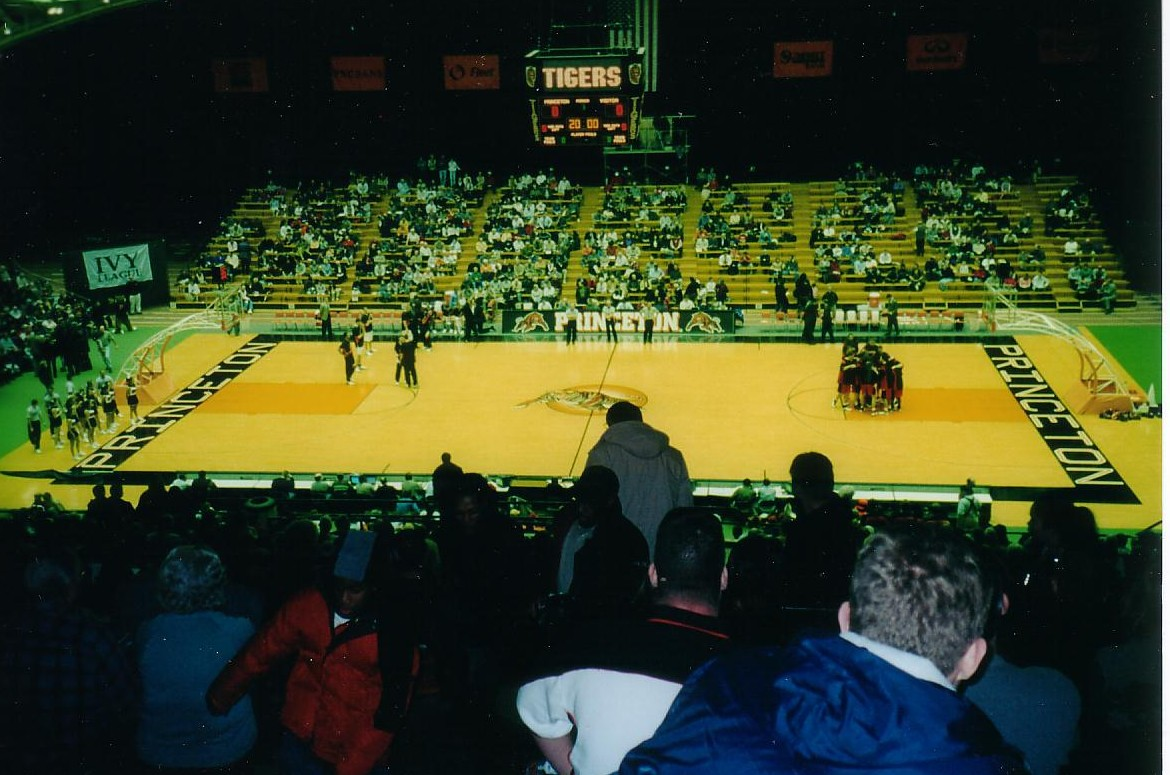
Princeton University